# Убийство Джона Кеннеди
Убийство 35-го президента США Джона Кеннеди было совершено в пятницу 22 ноября 1963 года в Далласе (штат Техас) в 12:30 по местному времени. Джон Кеннеди был смертельно ранен выстрелом из винтовки, когда он вместе со своей женой Жаклин ехал в президентском лимузине по Элм-стрит.
Убийство в течение десяти месяцев расследовала специально созванная комиссия во главе с председателем Верховного суда США Эрлом Уорреном («Комиссия Уоррена»), которая пришла к заключению, что убийство было совершено преступником-одиночкой Ли Харви Освальдом. Существует ряд конспирологических теорий, подвергающих сомнению выводы комиссии Уоррена и представляющих альтернативные версии убийства, в том числе заговор американских или советских спецслужб, однако ни одна из них не была доказана, но при этом социологические опросы показывают, что подавляющее большинство американцев (свыше 70 %) не верит в официальную версию убийства.

## Последовательность событий

### Визит в Даллас

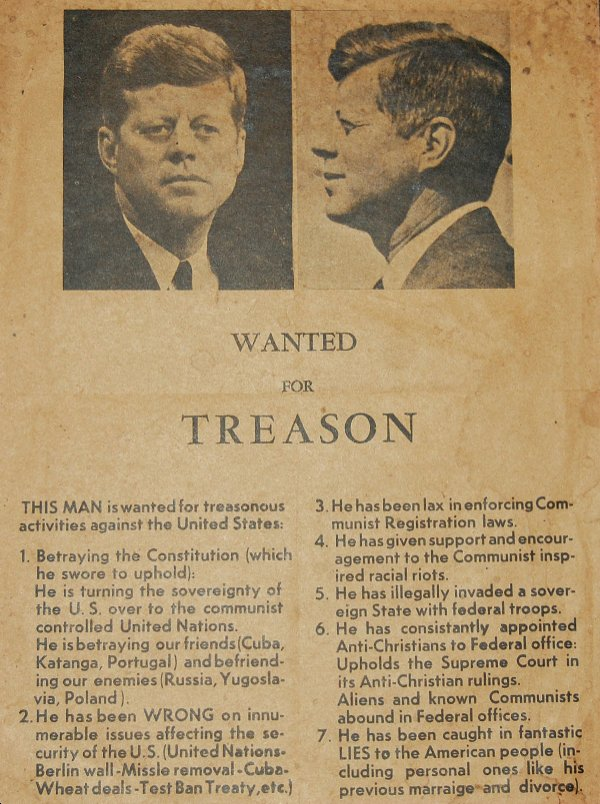
«Разыскивается по обвинению в государственной измене» — листовка, распространявшаяся в Далласе накануне прибытия Дж. Кеннеди

Визит Джона Кеннеди в Техас, как один из этапов кампании, связанной с президентскими выборами 1964 года, был запланирован ещё 5 июня 1963 года, когда Кеннеди, вице-президент Линдон Джонсон и губернатор Техаса Джон Конналли встретились в отеле «Кортес» в Эль-Пасо. Осенью Кеннеди совершил несколько поездок по штатам. 12 ноября он заявил о важности победы во Флориде и Техасе и о своих планах совершить визит в оба штата в ближайшие две недели. На предыдущих выборах в 1960 году Кеннеди победил в Техасе республиканца Никсона в том числе и благодаря тому, что кандидат в вице-президенты Линдон Джонсон был уроженцем Техаса и представлял этот штат в Сенате.
В октябре, за месяц до запланированного визита, представителя США при ООН Эдлая Стивенсона, который выступал в Далласе с речью, атаковала группа правых активистов с антиооновскими лозунгами. Одна из демонстранток ударила его плакатом. Агенты Секретной службы, посещавшие город перед визитом Кеннеди, собирали данные об этом инциденте.
Подготовка визита была поручена губернатору Техаса, маршрут движения кортежа по Далласу разрабатывали агенты Секретной службы. 19 ноября в далласских газетах был опубликован маршрут кортежа. Пунктом назначения кортежа был выставочный центр Далласа, где был намечен торжественный банкет.

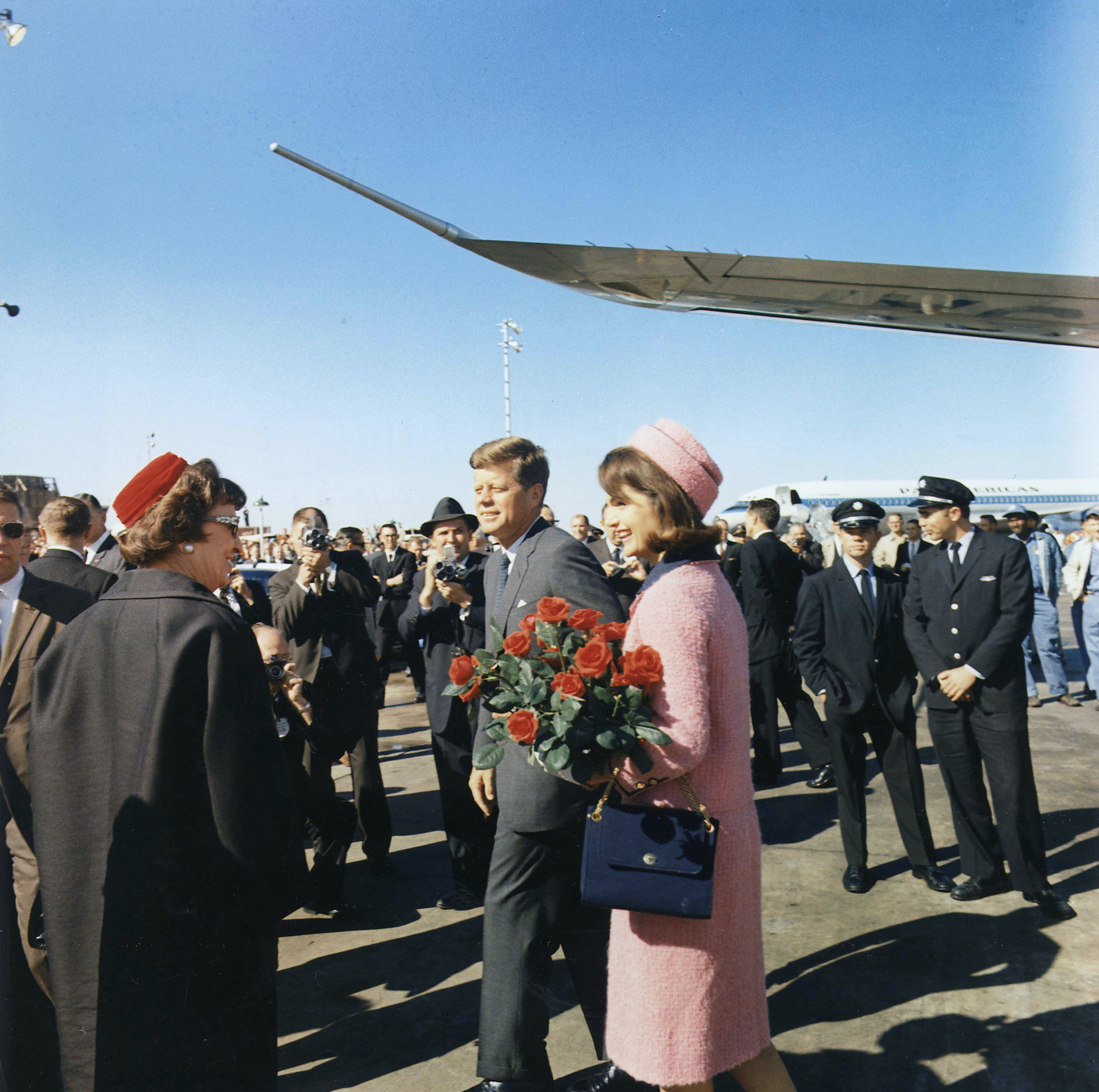
Супруги Кеннеди в аэропорту Лав-Филд, Даллас

В час тридцать дня 21 ноября Борт номер один с супругами Кеннеди прибыл в аэропорт Сан-Антонио. Кеннеди посетил расположенную там Школу аэрокосмической медицины ВВС США и вечером того же дня вылетел в Хьюстон. В Хьюстоне он выступил в Университете Райса и посетил банкет на 3200 персон в честь члена Палаты представителей от Демократической партии Альберта Томаса. Ночь президент провёл в отеле в Форт-Уэрте; утром Борт номер один вылетел в Даллас.

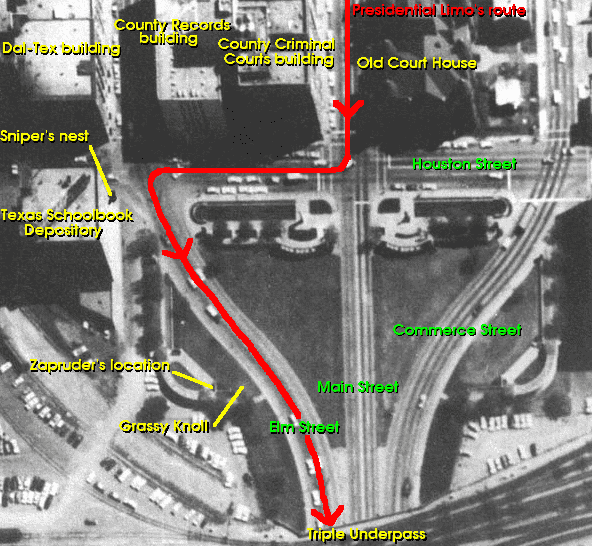
Маршрут следования кортежа Кеннеди по Дили-Плаза

22 ноября 1963 года в 11:35 по местному времени в далласском аэропорту Лав-Филд приземлился самолёт ВВС США «Air Force Two» («Борт номер два»), в котором находился вице-президент США Линдон Джонсон. В 11:40 там же приземлился самолёт «Air Force One» («Борт номер один»), в котором был Кеннеди (президент и вице-президент США традиционно летают на разных самолётах, чтобы в случае катастрофы страна не осталась сразу без обоих руководителей). На аэродроме президентскую чету приветствовала толпа горожан. Джон Кеннеди подошёл к людям, отвечал на приветствия, пожимал руки. В 11:50 по местному времени президентский кортеж направился с аэродрома в город. Погода в Далласе была солнечная и тёплая. С утра прошёл небольшой дождь, но к прибытию президента он закончился и небо совершенно прояснилось. Пластиковую съёмную крышу с президентского автомобиля сняли, чтобы горожане могли видеть своего президента.
Впереди кортежа шёл «передовой» автомобиль (англ. advance car) далласской полиции, за ним «пилотный» (англ. pilot car) с заместителем начальника полиции Далласа Дж. Лампкином (George L. Lumpkin) за рулём, двумя далласскими детективами, военным комендантом Восточного Техаса подполковником резерва Дж. Уитмейером (George L. Whitmeyer) и чиновником из Белого дома Джекобом Патербо (Jacob L. Puterbaugh). В 400 метрах за «пилотной» машиной следовали две группы мотоциклистов далласской полиции (трое, а за ними пятеро) и «ведущая» машина (англ. lead car) — её вёл начальник Далласской полиции Джесси Карри (Jesse E. Curry), а пассажирами были шериф округа Даллас Джеймс Деккер (James Eric «Bill» Decker) и сотрудники Секретной службы — агент Джордж Лоусон (George «Win» Lawson) и старший агент по округу Даллас Форрест Соррелз (Forrest V. Sorrels). Как сообщал Карри, радиосвязь на частоте Секретной службы в «ведущей» машине работала плохо.
Президентский тёмно-синий автомобиль Lincoln Continental convertible шёл четвёртым в сопровождении четырёх полицейских мотоциклистов, расстояние между ним и «ведущей» машиной было около 25—30 метров. В машине президента находились агенты Секретной службы США Уильям Грир (за рулём) и руководитель группы охраны президента Рой Келлерман (на пассажирском сиденье рядом с водителем), супруги Кеннеди (на заднем сиденье) и губернатор Техаса Джон Конналли с женой Нелли (на двух дополнительных средних пассажирских сиденьях).

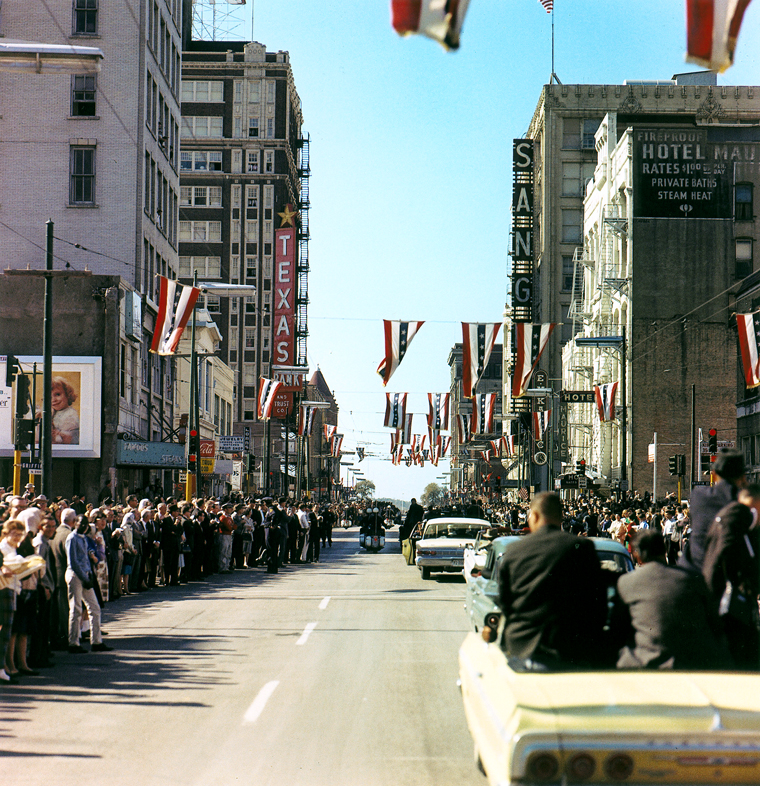
Кортеж Кеннеди на Мэйн-стрит

Вплотную за «линкольном» двигался открытый «кадиллак» сопровождения президента с восемью агентами Секретной службы (четверо в салоне и четверо на подножках, за рулём — Сэм Кинни) и двумя помощниками президента; за ним — машина, в которой ехал Линдон Джонсон с женой и конгрессменом Р. Ярборо (за рулём — сотрудник департамента общественной безопасности Техаса Х. Д. Джекс, рядом — старший агент Секретной службы Р. Янгблад, руководитель группы охраны вице-президента). Дальше двигалась машина охраны вице-президента с пятью агентами, машина мэра Далласа Эрла Кэбелла и многочисленные автомобили с остальными членами делегации и журналистами. По всему маршруту вдоль проезжей части стояли толпы, множество людей смотрели на кортеж с крыш, с балконов и из открытых окон.
Все сотрудники Секретной службы в кортеже были вооружены револьверами калибра .38, а агент Джордж У. Хики (George W. Hickey) в машине сопровождения президента имел, кроме того, автоматическую винтовку AR-15.
По согласованному между полицией Далласа и Секретной службой расписанию, кортеж должен был двигаться по городу со средней скоростью 25 миль в час и доехать от аэропорта до «Трейд Март билдинг» (здания выставочного центра) за 38 минут. В реальности скорость местами снижалась до 10 миль в час — президент распорядился ехать медленнее, чтобы люди могли лучше видеть его.
Агент Секретной службы Клинтон Хилл, объектом охраны которого была Жаклин Кеннеди, с момента прибытия в Даллас был очень обеспокоен сложными условиями работы. Огромное количество случайных людей находилось в непосредственной близости от президента и первой леди, а Джон Кеннеди отказался от дополнительных мер безопасности, которые ему предлагали: не стал надевать бронежилет и запретил Келлерману поставить двух охранников на задние подножки своей машины. При проезде по городу Хилл переместился со своего места на подножке машины охраны на левую подножку за багажником президентского автомобиля, и некоторое время висел там, скорчившись. Хилл утверждает, что президент заметил его, но ничего не сказал.

### Убийство

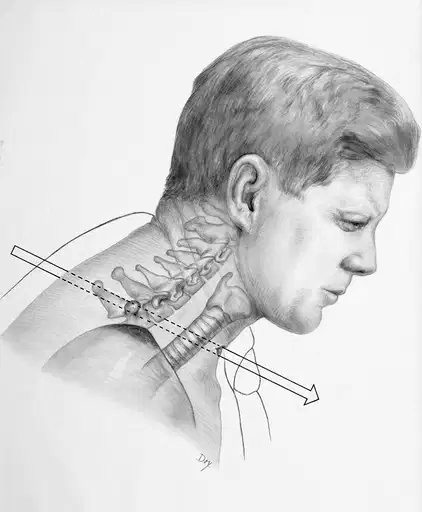
Первое ранение

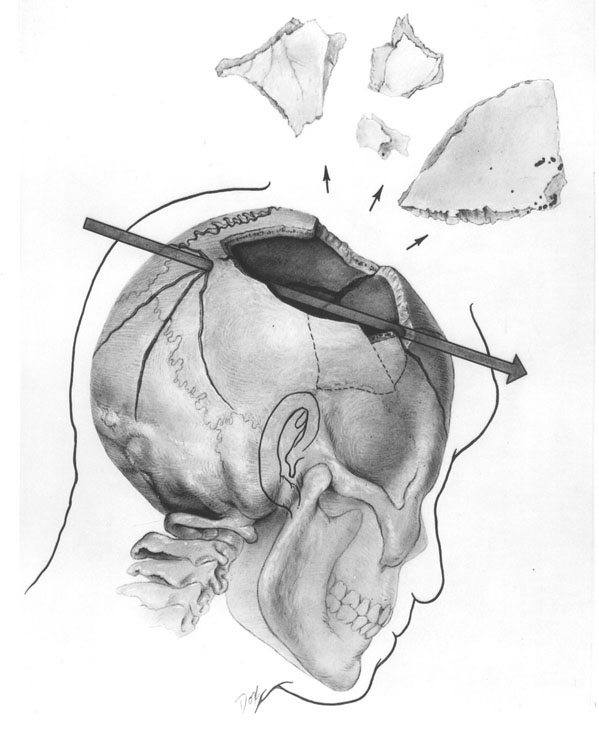
Второе ранение

Двигаясь по Мэйн-стрит, кортеж въехал в район Далласа под названием Дили Плаза (Dealey Plaza) и повернул направо, на Хьюстон-стрит. В этот момент Нелли Конналли повернулась к Джону Кеннеди и сказала: «Мистер президент, согласитесь, что Даллас вас любит», на что Кеннеди ответил: «Разумеется». На Хьюстон-стрит агент Хилл вернулся на подножку машины охраны. На следующем перекрёстке лимузин свернул налево, на Элм-стрит.
После того, как лимузин проехал мимо расположенного на углу Хьюстон-стрит и Элм-стрит школьного книгохранилища, ровно в 12:30 раздались выстрелы. Большинство свидетелей утверждает, что слышали три выстрела, хотя отдельные свидетели говорили о двух или четырёх, или, возможно, даже пяти или шести выстрелах. Первая пуля, по официальной версии, попала Джону Кеннеди в спину, прошла насквозь и вышла через шею, также ранив в спину, правое запястье и левое бедро сидевшего впереди него Джона Конналли. В то же время, давая показания комиссии Уоррена, Конналли говорил, что был уверен, что он был ранен вторым выстрелом, которого не слышал. Через пять секунд был сделан второй выстрел. Вторая пуля попала Кеннеди в голову, проделав в правой части его головы выходное отверстие размером с кулак, так что часть салона была забрызгана фрагментами головного мозга.
Сразу после первого выстрела агенты Джон Риди и Пол Лэндис (они стояли на правой подножке машины сопровождения президента) начали тревожно оглядываться по сторонам. Агент Хилл спрыгнул с левой подножки, догнал президентский лимузин и попытался забраться в машину; ему удалось это сделать только со второй попытки, уже после второго выстрела. Увидев простреленную голову президента, он обернулся к коллегам и показал большой палец, обращённый вниз. Хилл утверждает, что не слышал второго выстрела, зато слышал и «чувствовал» третий, и прикрывал чету Кеннеди в ожидании четвёртого.
Другим агентом Секретной службы, который предпринял активные действия во время обстрела, был Руфус Янгблад, находившийся в машине вице-президента. Услышав выстрел, Янгблад перекатился с переднего сиденья назад, повалил Линдона Джонсона на пол машины и закрыл его своим телом. После второго выстрела агент Джордж Хики (George Hickey) в машине охраны президента взял в руки своё штатное оружие — автоматическую винтовку AR-15, взвёл её и обернулся назад, готовый открыть огонь; однако кортеж уже начал разгоняться и Хики не успел обнаружить никакой цели.
Люди на Дили-плаза начали в панике разбегаться, падать на землю, родители прикрывали собой детей.
Кортеж президента немедленно ускорился и через пять минут Кеннеди был доставлен в Парклендский госпиталь, расположенный в четырёх милях от места ранения. Осмотревший Кеннеди врач определил, что он ещё жив, и предпринял первые меры по оказанию экстренной помощи. Чуть позже прибыл личный доктор Кеннеди Джордж Грегори Баркли, но в этот момент уже было очевидно, что попытки спасти Кеннеди были безрезультатны. В 13:00 была официально зафиксирована смерть, наступившая в результате ранения головы, свидетельство о смерти подписал Баркли. В 13:31 в Парклендском госпитале была созвана пресс-конференция и исполняющий обязанности пресс-секретаря Белого дома Малколм Килдафф сообщил о смерти президента.
Через 10 минут Сенат США прекратил работу, минутой позже закрылась Нью-Йоркская биржа. В 15:41 гроб с телом президента был погружен в самолёт, направлявшийся в Вашингтон, и доставлен туда ещё через 2 часа. Через 1 час 20 минут после выстрела в Кеннеди был арестован подозреваемый Ли Харви Освальд. В 20:00 ему было предъявлено официальное обвинение.

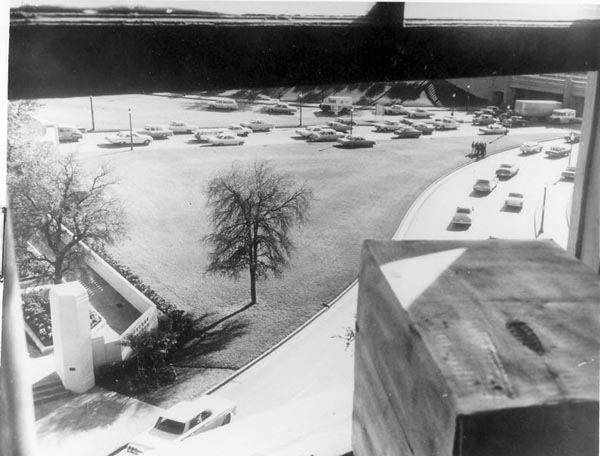
Вид на Элм-стрит из окна шестого этажа книгохранилища
Обстрел начался. Кеннеди ранен, но никто ещё не прореагировал (шестой снимок Айка Олтженса)
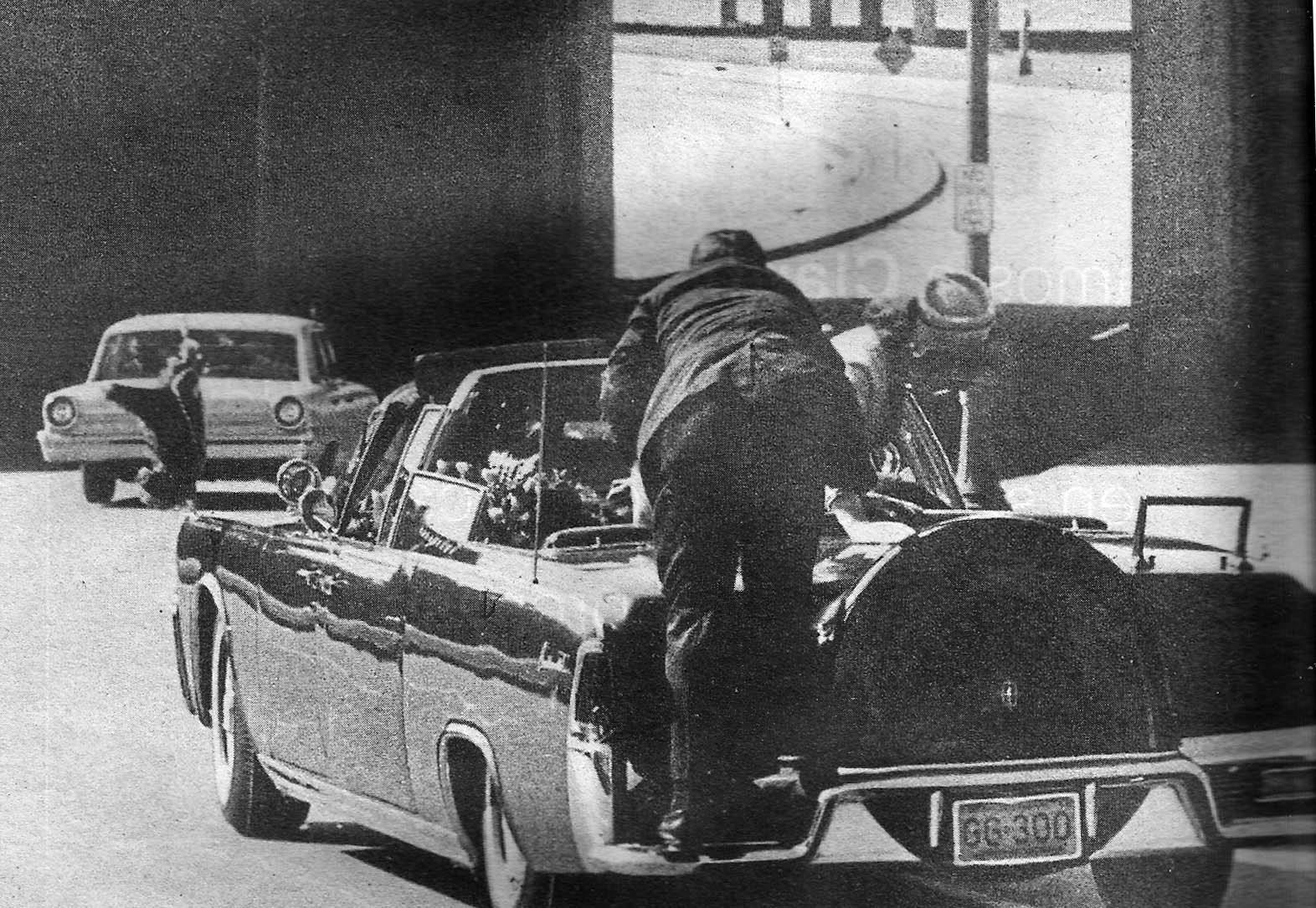
Хилл взбирается в машину президента (седьмой снимок Айка Олтженса).
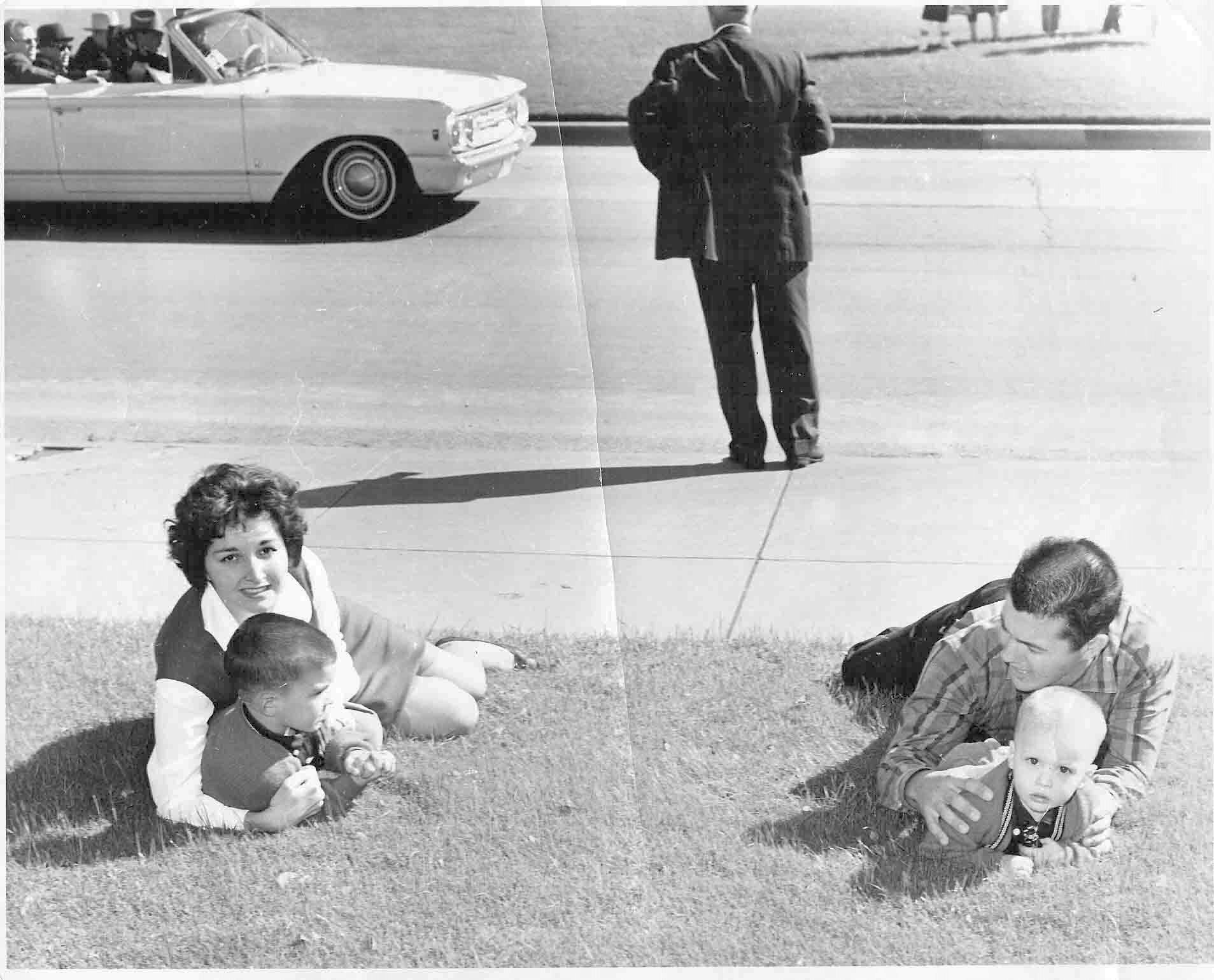
Семья Ньюманов на обочине Элм-стрит

### Передача власти

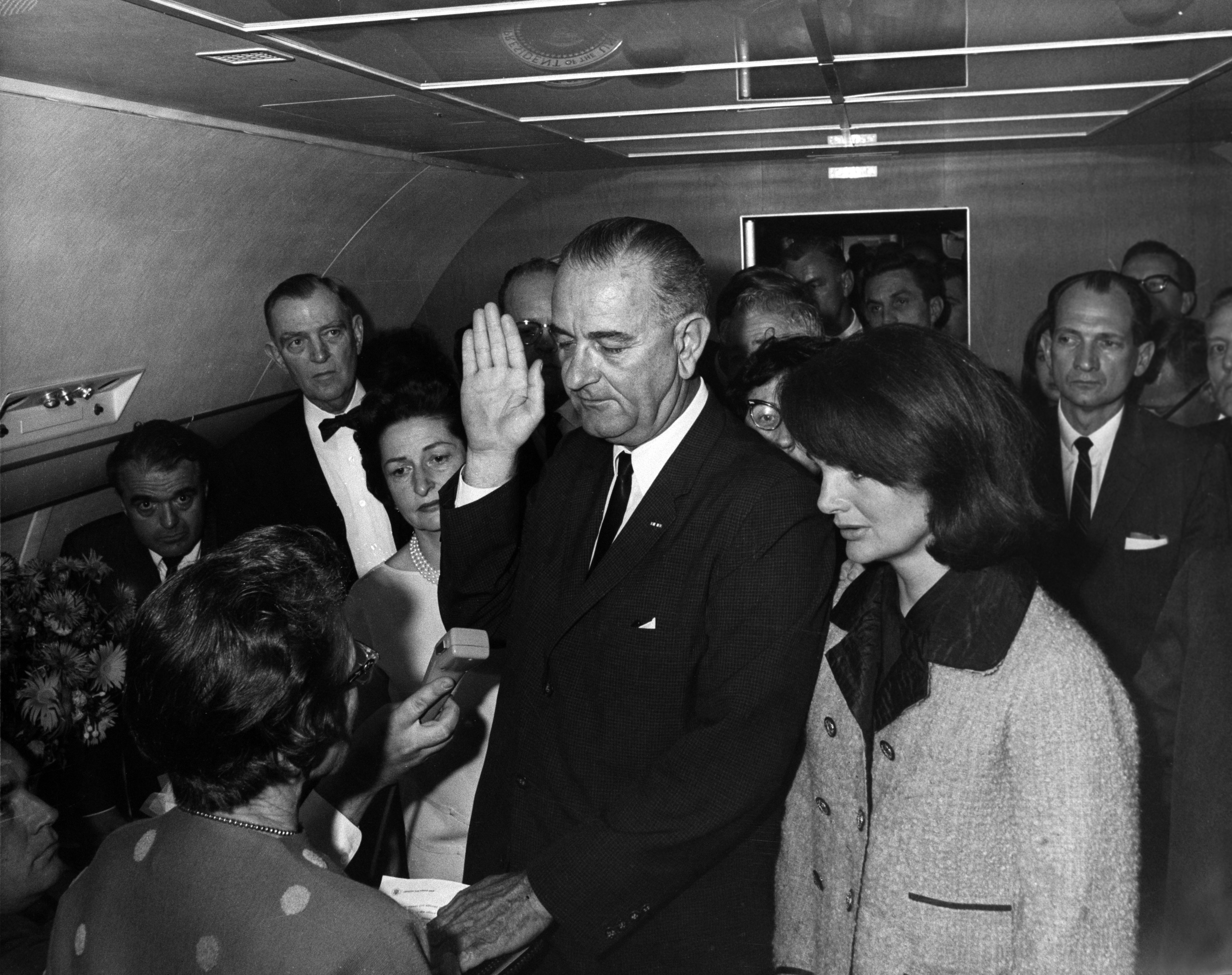
Джонсон приносит присягу на борту Air Force One в день убийства Кеннеди. Перед ним, спиной, стоит судья Сара Хьюз, слева сзади — Леди Бёрд Джонсон, справа — Жаклин Кеннеди в забрызганном кровью костюме. Микрофон держит Малколм Килдафф.

После смерти Кеннеди вице-президент США Линдон Джонсон автоматически стал президентом. В 14:38 он принёс присягу на борту президентского самолёта в аэропорту Далласа. Присягу Джонсона приняла, со слезами на глазах, Сара Т. Хьюз, федеральный судья окружного суда по Северному округу Техаса; это был первый и до сих пор единственный случай, когда президента США приводила к присяге женщина, и единственный случай, когда инаугурация происходила в самолёте. Во время произнесения присяги вместо положенной Библии Джонсон держал руку на миссале, который нашёлся в самолёте. В тот же день Джонсон приступил к исполнению обязанностей президента.

### Официальный подозреваемый

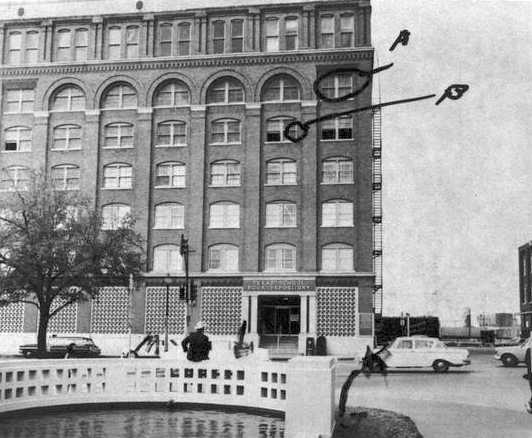
Говард Бреннан напротив школьного книгохранилища. Буквой «А» отмечено окно, в котором он видел человека с ружьём

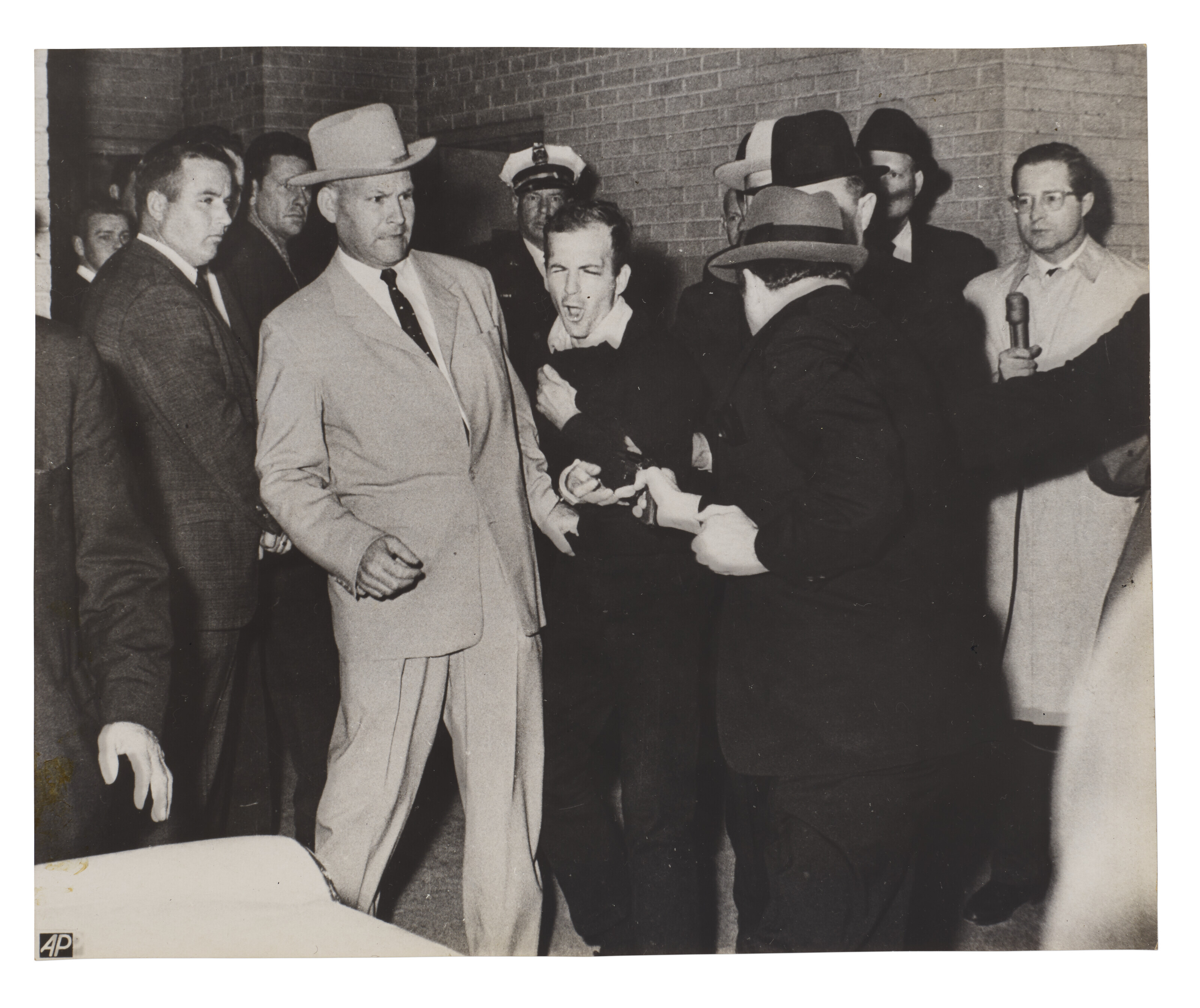
Джек Руби стреляет в Освальда в подвале полицейского управления при переводе из городской тюрьмы в окружную.

Один из очевидцев, Говард Бреннан, в момент стрельбы находившийся напротив книгохранилища, сказал полицейским, что после первого выстрела взглянул на книгохранилище, где, по его мнению, находился источник шума, и увидел в окне шестого этажа стрелявшего человека. Когда Бреннан давал показания полиции, из книгохранилища вышел служащий по фамилии Джармен, который подтвердил, что слышал выстрелы изнутри. Другой сотрудник, Рой Трули, сообщил полиции, что его подчинённый Ли Харви Освальд покинул здание сразу после выстрелов. Он же сообщил его имя и домашний адрес.
Как установила комиссия Уоррена, Освальд оставил оружие за ящиками и сразу покинул здание незадолго до того, как оно было оцеплено полицией. Примерно в час дня Освальд добрался домой, но пробыл там недолго. Когда Освальд шёл по одной улице, его остановил патрульный Дж. Д. Типпит. Он вышел из машины, и Освальд убил его четырьмя выстрелами из револьвера. Вскоре после этого Освальд был задержан в кинотеатре. С момента убийства Кеннеди прошёл час и двадцать минут. Освальд пытался выстрелить в полицейского, но был обезврежен. Той же ночью ему были предъявлены обвинения в убийстве Кеннеди и Типпита. Он полностью отрицал свою вину. Два дня спустя, 24 ноября 1963 года, Освальд, выходивший из полицейского участка в сопровождении полицейских, был застрелен владельцем ночного клуба Джеком Руби. Поэтому виновность Освальда так и не была ни доказана, ни опровергнута в суде.

### Орудие убийства

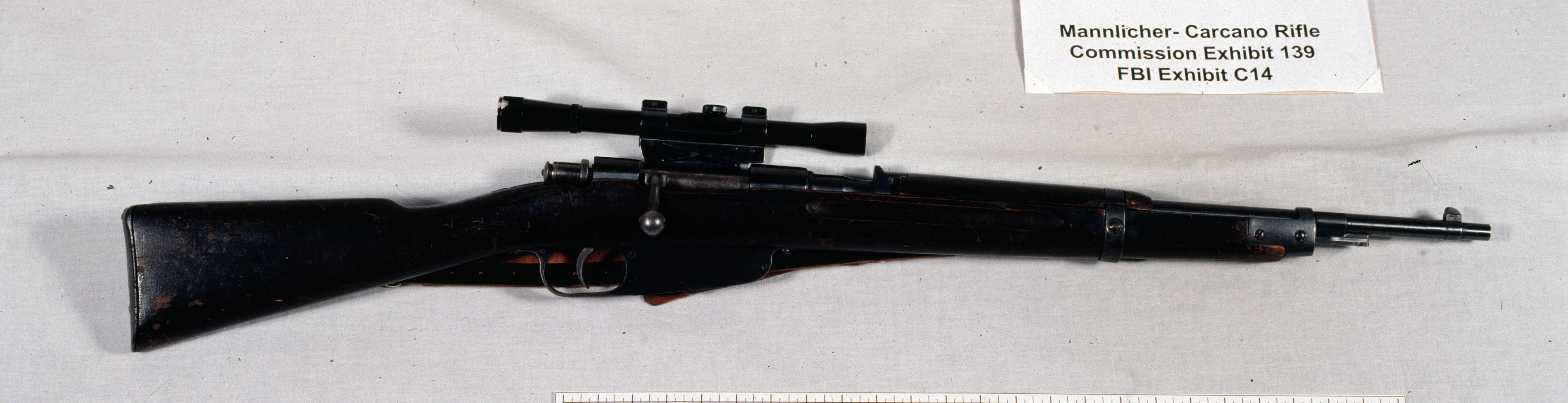
Карабин Освальда

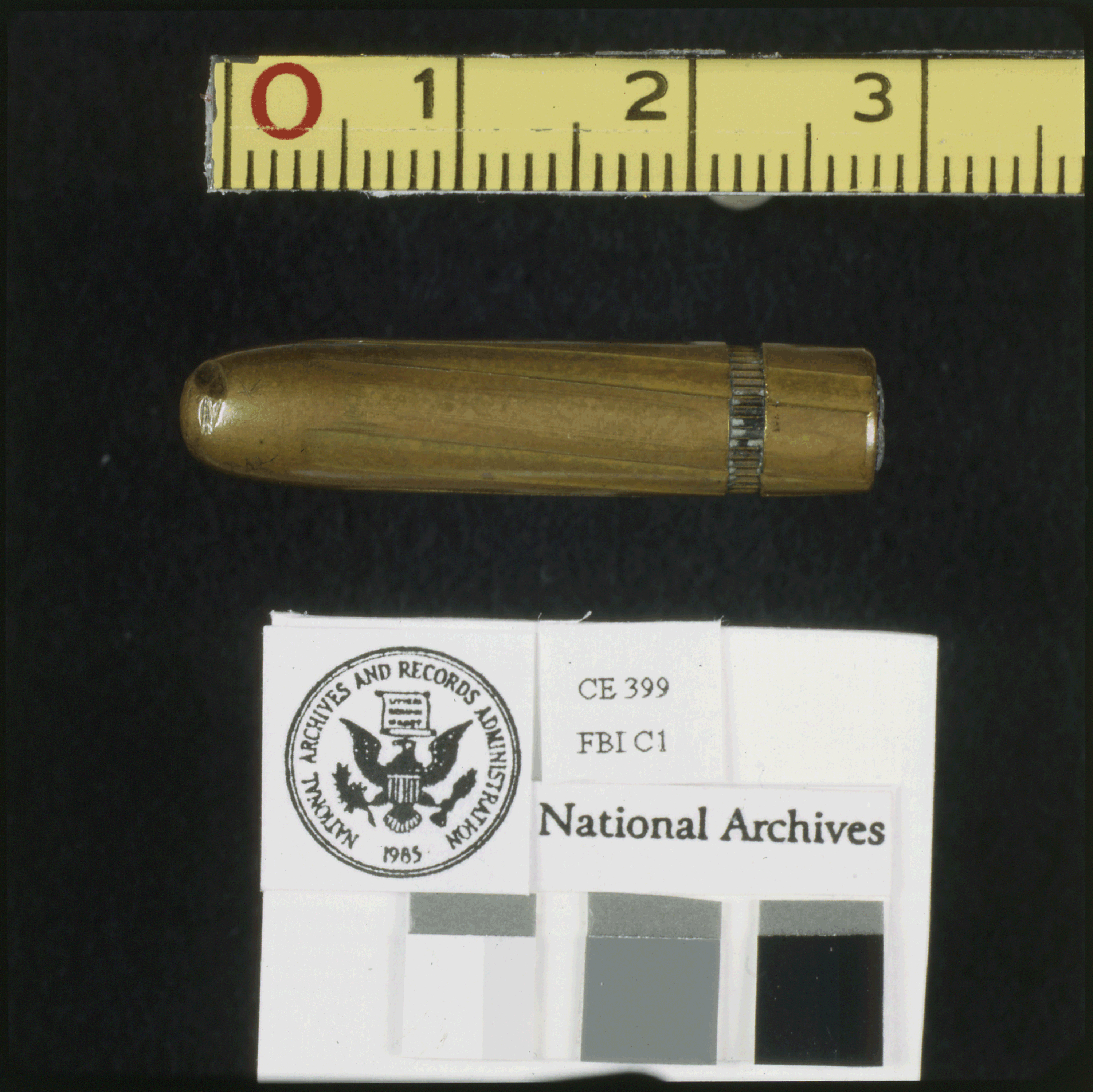
6,5-мм пуля, обнаруженная в Парклендском госпитале, предположительно, ранившая Кеннеди и Коннали

Орудием убийства Кеннеди считается карабин Каркано M91/38 калибра 6,5 мм итальянского производства с телескопическим прицелом (нередко не совсем правильно называемый Манлихер—Каркано). Он был обнаружен полицейским Сеймуром Вайцманом и помощником шерифа Юджином Буном на шестом этаже книгохранилища среди коробок с книгами.
Освальд приобрёл подержаную винтовку в марте 1963 года под фальшивым именем А. Хайделл (англ. A. Hidell) по почте. Винтовка была доставлена в абонентский ящик, который Освальд арендовал в Далласе с октября 1962 года. Также в январе 1963 года он приобрёл револьвер, из которого был застрелен Типпит. На допросе в полицейском участке Далласа Освальд отрицал, что когда-либо приобретал винтовку.
В Лаборатории баллистических исследований Армии США проводились испытания, целью которых было определить, может ли стрелок с той подготовкой, какую получил Освальд во время службы в морской пехоте, и с такими результатами, какие на тренировках показывал Освальд, за сопоставимое время произвести три выстрела с сопоставимого расстояния по мишени. В эксперименте участвовали трое стрелков (двое гражданских и один военный), не знакомых с этой моделью винтовки. Им предстояло выполнить по два выстрела по трём мишеням, находившимся на расстоянии 175 футов (53 м), 240 футов (73 м) и 265 футов (81 м). Результатом были шесть из шести попаданий по первой мишени, два из шести — по второй и пять из шести — по третьей. В первой серии три стрелка затратили 4,6, 6,75 и 8,25 секунды соответственно, во второй — 5,15, 6,75 и 8,25 секунды.

### Похороны

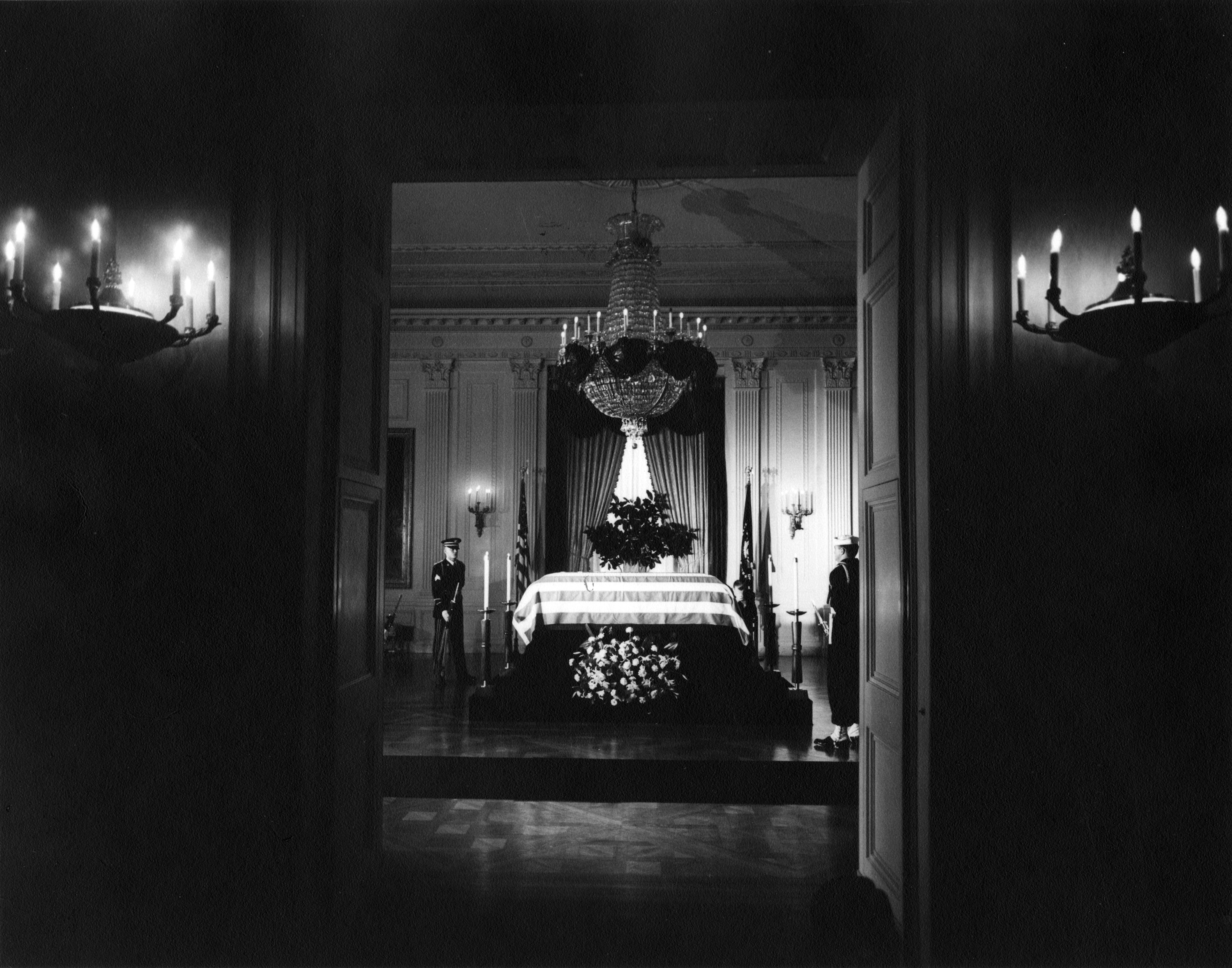
Гроб с телом Кеннеди в Восточном зале Белого дома

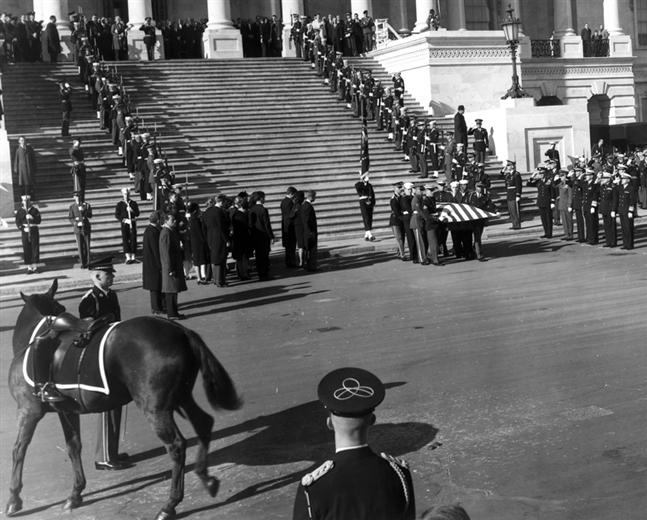
Вынос гроба из здания Капитолия

После проведения вскрытия тело Кеннеди было доставлено в Белый дом, и в течение следующих 24 часов оно находилось в Восточном зале. По решению Жаклин Кеннеди во время церемонии прощания и похорон тело находилось в закрытом гробу и до похорон рядом с телом оставались два католических священника. В 10:30 утра в субботу была отслужена месса. После этого к телу были допущены родственники, близкие друзья и высокопоставленные политики, в том числе экс-президенты Трумэн и Эйзенхауэр.
В воскресенье 24 ноября конный экипаж доставил гроб в здание Капитолия, где состоялось прощание с президентом. К установленному в Капитолии гробу выстроилась живая очередь из примерно 250 000 человек, из-за чего двери Капитолия оставались открытыми всю ночь. Церемонию также посетили многие главы государств и правительств. Единственной страной социалистического лагеря, направившей своего представителя, был Советский Союз, от которого в церемонии участвовал первый заместитель председателя Совета министров Анастас Микоян.
Похороны состоялись в понедельник 25 ноября, который был объявлен общенациональным днём траура. Процессия от Капитолия направилась к собору Святого Матфея; вдоль улиц по маршруту катафалка выстроилось около 800 000 человек. Во главе шли Жаклин Кеннеди и братья президента Роберт и Эдвард. Маленькие дети президента, Каролина и Джон Кеннеди-младший, которому в день похорон исполнилось три года, ехали в лимузине немного позади. После мессы в соборе процессия двинулась к Арлингтонскому национальному кладбищу. Гроб был доставлен на пушечном лафете, перед которым по традиции государственных похорон вели «коня без всадника» — чёрного жеребца, в его стремена были вставлены кавалерийские сапоги шпорами вперёд. Гроб был опущен в землю в 15:34 по местному времени, тогда же Жаклин Кеннеди зажгла на могиле вечный огонь. Вся церемония, начиная с движения процессии от Капитолия и заканчивая похоронами, транслировалась тремя общенациональными каналами.

## Свидетельства преступления

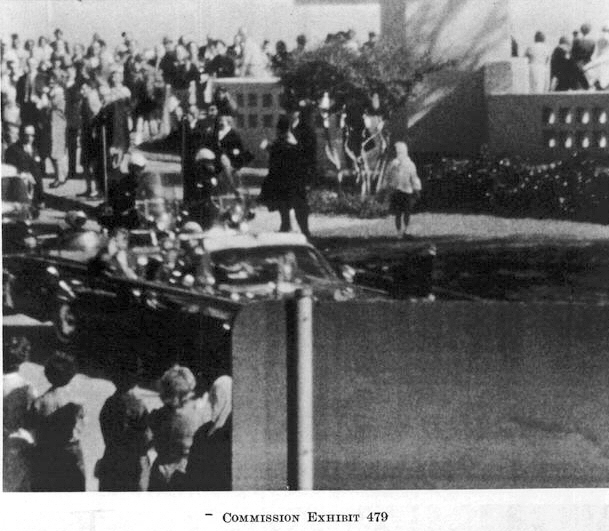
189-й кадр фильма Запрудера

Во время движения кортежа по Далласу не велось прямых радио- или телетрансляций, поскольку большинство журналистов ожидало кортеж у выставочного центра. Немногочисленные журналисты, сопровождавшие кортеж, размещались в его хвосте в нескольких машинах с прессой.
Ближе всех к месту убийства были 22-летние Гейл и Билл Ньюманы. Они стояли с двумя детьми на тротуаре в нескольких метрах от президента, когда раздались выстрелы. Стив Эллис (Steve Ellis), дядя Гейл, был сержантом во главе мотоциклистов кортежа. Ньюманы махали ему рукой, когда раздались два выстрела, которые они приняли за петарды. Президент странно махнул рукой, но когда машина подошла поближе, Билл увидел, что губернатор Конналли в крови. Тут же раздался третий выстрел, от головы президента за ухом отлетел кусок. Никто другой не видел прямого попадания своими глазами так близко.
Убийство было практически полностью заснято на бытовую кинокамеру очевидцем Абрахамом Запрудером, он находился на травяном холме справа от кортежа, на парапете колонады, и ему был виден весь участок Элм-стрит, где происходил обстрел. Его 26-секундная съёмка получила известность как «фильм Запрудера». В тот же день Запрудер передал копию фильма Секретной службе, а оригинальную плёнку через несколько дней продал журналу «Лайф», и в номере от 29 ноября было опубликовано около тридцати кадров. Первая демонстрация фильма по телевидению состоялась в 1975 году. Фильм Запрудера стал основным визуальным материалом для расследования убийства, все происходившие на Дили Плаза события принято привязывать по времени к определенным кадрам этого фильма.
Кроме Запрудера, достоверно известно о не менее чем тридцати людях, фотографировавших и снимавших на киноплёнку движение президентского кортежа в то время, когда началась стрельба. Трое очевидцев (Орвилл Никс, Мэри Мачмор и Чарльз Бронсон) тоже сняли на киноплёнку момент, когда Кеннеди получил смертельное ранение, но они находились на менее выгодной позиции по сравнению с Запрудером. Мери Мурмен сфотографировала машину президента с близкого расстояния сразу же после попадания пули в голову Кеннеди (в кадр попал и Запрудер). Единственным профессиональным фотографом на Дили Плаза, не находившимся в кортеже, был репортёр Ассошиэйтед Пресс Джеймс «Айк» Олтдженс. Его самый известный снимок, известный как Altgens 6, сделан в момент, когда машина повернула на Элм-стрит и миновала въезд на территорию книгохранилища. И Кеннеди, и Коннали уже были ранены. На снимке видно, что агенты Риди и Лэндис из охраны президента разом обернулись назад направо, мотоциклист справа от президентской машины — назад налево, агент Хилл и мотоциклисты слева смотрят в сторону салона президентской машины, а в машине сопровождения вице-президента открылась левая задняя дверь. Когда раздался второй выстрел, Олтдженс находился близко к лимузину и приготовился сделать снимок. Но он был настолько поражён увиденным, что не смог нажать на кнопку спуска.
Одна из женщин, снимавших кортеж президента, продолжала делать это и после выстрелов, однако впоследствии ни её, ни сделанную ею съёмку обнаружить не удалось; она получила условное обозначение Леди Бабушка.
Полиция Далласа записывала переговоры по радио. В день визита Кеннеди полицейские использовали две частоты: одна — для связи по текущим вопросам, а вторая была специально выделена для обеспечения движения президентского кортежа. В последующих расследованиях важную роль сыграла аудиозапись, сделанная с установленной на одном из полицейских мотоциклов радиостанции. Эксперты по акустике, изучившие плёнку, сделали вывод, что на ней может быть запечатлён ещё один выстрел, сделанный кем-то ещё между вторым и третьим выстрелами Освальда, но пуля пролетела мимо цели. В качестве наиболее вероятного местонахождения второго снайпера указывалась изгородь на травяном холме справа от Элм-стрит. В частности, на основании этой записи Комитет Палаты представителей США по убийствам заключил, что преступление было организовано группой, в которой Освальд был одним из исполнителей.

## Расследование убийства

### ФБР

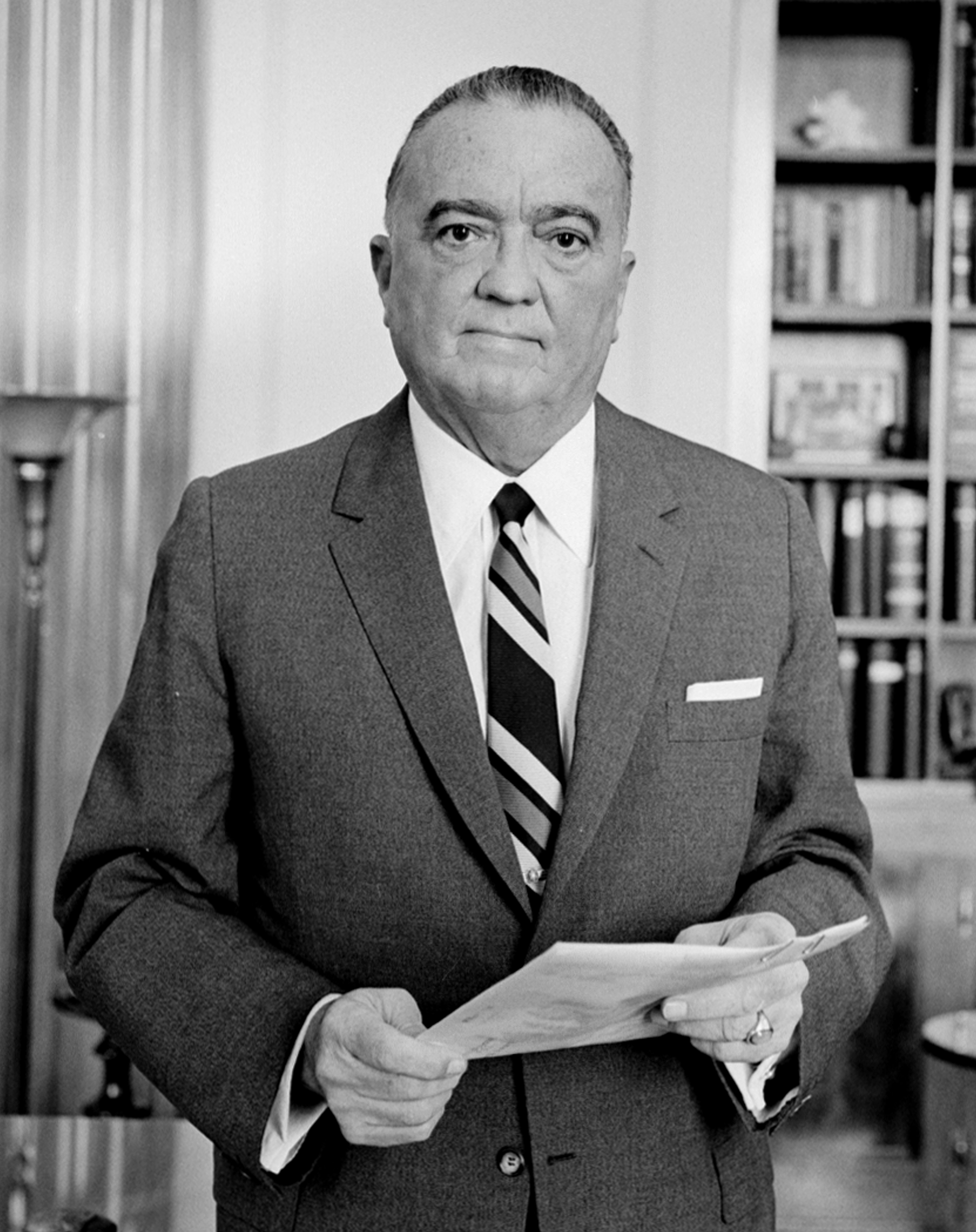
Джон Эдгар Гувер

В первые дни после убийства расследование параллельно вели Секретная служба США и ФБР. После того, как указом Джонсона была создана комиссия Уоррена, все полномочия по делу были переданы ФБР. За время изучения обстоятельств убийства в Даллас было направлено более 80 сотрудников ФБР, которые провели более 25 000 допросов и составили около 2300 докладов на 25 400 страниц. 9 декабря 1963 года окончательный отчёт ФБР был составлен и передан комиссии Уоррена. В дальнейшем во время работы комиссии на ФБР лежали основные обязанности по ведению следствия.
Позднее отмечалось, что ФБР с самого начала рассматривало только версию о том, что Освальд действовал без сообщников. Директор ФБР Джон Эдгар Гувер уже 24 ноября (через два дня после убийства) в телефонном разговоре с Джонсоном говорил, что ему «требовалось что-нибудь, что можно было бы представить публике в доказательство того, что убийцей был Освальд».

### Комиссия Уоррена

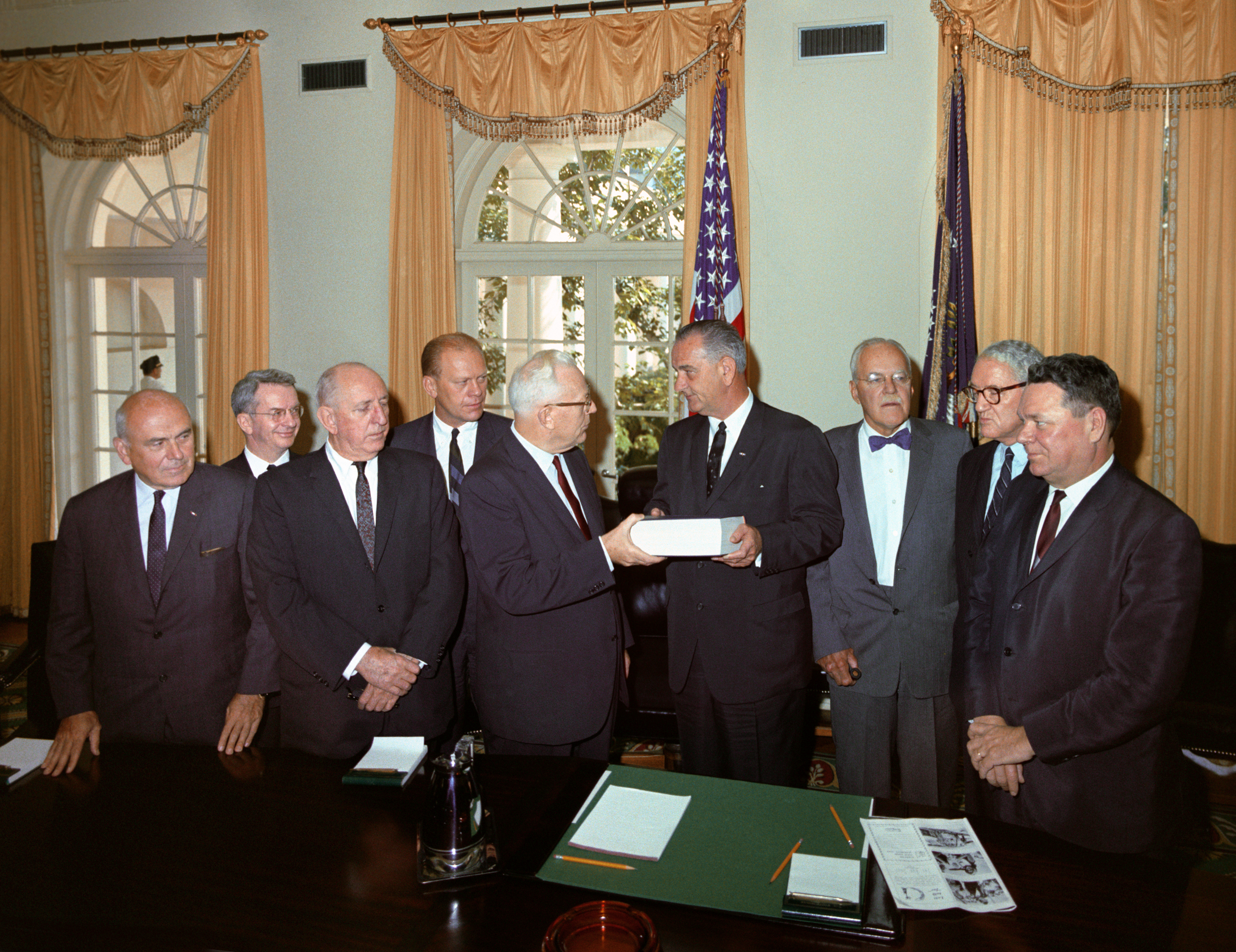
Комиссия Уоррена представляет доклад Линдону Джонсону

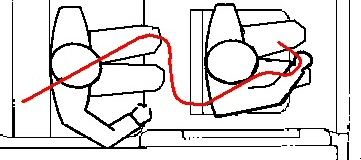
В «теории волшебной пули» пассажиры сидят точно друг за другом, и пуля делает зигзаг

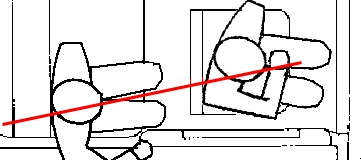
Траектория пули согласно официальной версии.

29 ноября 1963 года, через неделю после убийства Кеннеди, была создана специальная комиссия по расследованию обстоятельств убийства президента. В неё вошли 7 человек, во главе комиссии был поставлен председатель Верховного суда США Эрл Уоррен. Работа комиссии продолжалась 10 месяцев. 24 сентября 1964 года комиссия предоставила Белому дому доклад об убийстве Джона Кеннеди. Согласно ему, единственным исполнителем убийства был Ли Харви Освальд, который действовал без сообщников. Расследования, проводившиеся специально созданными государственными комиссиями после комиссии Уоррена, подтверждали основные положения доклада, хотя в докладе Комитета Палаты представителей США по убийствам было сделано заключение, что Освальд действовал не один, а в составе некой преступной группы. К настоящему времени было издано огромное количество исследований, содержащих критику доклада комиссии Уоррена и предлагающих альтернативные версии убийства.
По версии комиссии, Освальд, находясь на шестом этаже школьного книгохранилища, совершил три выстрела, один из которых (какой именно по счёту, комиссия не определила) не достиг цели. Интервал между выстрелом, ранившим президента в верхнюю часть спины, и смертельным выстрелом составил от 4,8 до 5,6 секунд. Это, в частности, подтверждалось тем, что на месте, откуда Освальд предположительно вёл огонь, было обнаружено три гильзы, и что выстрелы, согласно экспертизе, были произведены из обнаруженного там же карабина Каркано M91/38. Согласно докладу, пуля, ранившая Кеннеди в спину, вышла через шею и ранила Конналли. Выпущенная снайпером сзади и справа от Кеннеди пуля могла, пройдя навылет через президента, ранить сидевшего впереди него губернатора, потому что в момент выстрела Кеннеди, приветствовавший толпу, сместился к самому краю лимузина, а дополнительное сиденье, на котором сидел Конналли, и без того расположено ниже основных и смещено к центру машины. Кроме того, эксперты по баллистике установили, что пуля, ранившая губернатора, на момент попадания сильно потеряла скорость, что скорее всего было вызвано прохождением через ткани тела другого человека. Поскольку конструкция автомобиля необычна для обывателей, привыкших что все сиденья точно друг за другом и на одной высоте, этот вывод неоднократно критиковался в жёлтой прессе, траектория пули зигзагом была невероятной, поэтому среди оппонентов официальной теории убийства Кеннеди возник иронический термин magic bullet («магическая» или «волшебная» пуля).

### Расследование Гаррисона
В 1966 году окружной прокурор Нового Орлеана Джим Гаррисон начал собственное расследование убийства. Основными подозреваемыми он считал бывшего пилота авиакомпании Eastern Air Lines Дэвида Ферри и новоорлеанского банкира Клея Шоу. По его версии, убийство было организовано военизированной группой ультраправых активистов, имевшей связи с ЦРУ и созданными и финансируемыми ЦРУ антикастровскими диверсионными группами, состоявшими из кубинских эмигрантов.
Причиной убийства могло быть недовольство курсом администрации Кеннеди (отказ Кеннеди санкционировать прямое участие ВВС США во время операции в Заливе Свиней; намерение президента вывести американских военных советников из Южного Вьетнама; попытки Кеннеди завершить конфронтацию и перейти к переговорам с СССР и Кубой, что уменьшало бюджет Пентагона и прибыли военно-промышленного комплекса США; подготовка президентом отмены налоговой скидки нефтяным компаниям на истощение скважин; смягчение межрасовых противоречий).
Гаррисон полагал, что непосредственными участниками убийства были семь человек, снабжённые портативными радиопереговорными устройствами. Трое снайперов стреляли с трёх разных мест (один — из книгохранилища, двое — с травяного холма), у каждого у них был помощник, подбиравший стреляные гильзы. Ещё один соучастник, одетый в зелёный комбинезон, стоял среди зрителей. За несколько секунд до выстрелов, он упал на землю, имитируя приступ эпилепсии, чтобы отвлечь внимание присутствующих от приготовлений снайперов. После убийства двое из них были задержаны полицией, но вскоре отпущены. Освальда он считал «козлом отпущения», на которого «повесили» убийства Кеннеди и Типпита, и которого затем устранили. Выводы Гаррисона основывались на анализе фильма Запрудера и других фотокиноматериалов с места покушения на Дж. Кеннеди, которым занимался Ричард Спраг, специалист по информационным технологиям, долгое время сотрудничавший с правоохранительными органами США в качестве эксперта. Сопоставив фильм Запрудера с другими фото- и киноматериалами, Спраг обнаружил признаки шести выстрелов с трёх разных направлений; по его мнению, президента ранили четыре пули.
17 февраля 1967 года сведения о расследовании просочились в прессу, а 22 февраля Ферри был обнаружен мёртвым у себя дома. Единственным подозреваемым остался Шоу. 11 марта Гаррисон предъявил ему обвинение в соучастии в убийстве Кеннеди. Со стороны обвинения выступило несколько свидетелей, утверждавших, что Ферри, Освальд и Шоу были знакомы и вместе обсуждали план преступления. Слушания продолжались два года, и 1 марта 1969 года присяжные признали Шоу невиновным. Дело Шоу стало единственным судебным процессом, в ходе которого кому-либо официально было предъявлено обвинение в убийстве Кеннеди. Полученные Гаррисоном данные позднее были предметом анализа со стороны Комитета Палаты представителей США по убийствам. При этом Комитет отмечал, что Гаррисона критиковали за «сомнительные методы».

### Комиссия Рокфеллера
В январе 1975 года президент Джеральд Форд создал комиссию, задачей которой было расследование многочисленных обвинений ЦРУ в злоупотреблениях и незаконных операциях. Комиссию возглавил вице-президент Нельсон Рокфеллер, поэтому комиссия получила известность как комиссия Рокфеллера. Комиссия рассматривала убийство Кеннеди только как один из эпизодов, в связи с которым упоминалось ЦРУ, и, соответственно, затрагивала только те вопросы, которые касались возможного участия ЦРУ в убийстве.
Доклад комиссии был опубликован в том же году. Комиссия изучала возможные связи ЦРУ с Освальдом и Руби и циркулировавшие слухи о причастности к убийству агентов Говарда Ханта и Фрэнка Стёрджиса, и в обоих случаях не нашла доказательств. Кроме этого, исследовались данные баллистических экспертиз и вскрытия тела Кеннеди. Здесь комиссия подтвердила выводы комиссии Уоррена о преступнике-одиночке Освальде.

### Комитет Палаты представителей США по убийствам
Комитет Палаты представителей США по убийствам был создан в 1976 году, чтобы расследовать убийство Кеннеди и произошедшее в 1968 году убийство Мартина Лютера Кинга. Итоговый доклад Комитета был опубликован в 1979 году. Большая часть доклада была посвящена критике выводов комиссии Уоррена и расследования ФБР, в первую очередь, их пренебрежению или сознательному игнорированию версий о заговоре, в котором Освальд был только исполнителем. Также Комитет отмечал недоработки Секретной службы при подготовке и проведении визита Кеннеди в Даллас и недостаточное сотрудничество между комиссией Уоррена и различными органами (ФБР, ЦРУ, Министерством юстиции).
По версии Комитета, Освальд выпустил три пули. Первым выстрелом он промахнулся, а второй и третий достигли цели (третий оказался смертельным). Члены Комитета согласились с тем, что одна и та же пуля ранила Кеннеди и губернатора Конналли. Выводы Комитета разошлись с выводами комиссии Уоррена в вопросе о том, был ли Освальд убийцей-одиночкой. На основании аудиозаписи, сделанной с установленной на мотоцикле сопровождения радиостанции, и заключения изучавших её экспертов по акустике, Комитет пришёл к выводу, что кроме Освальда действовал второй стрелок, который сделал один выстрел мимо цели. В итоговом докладе Комитета отмечалось, что убийство Кеннеди было спланировано и осуществлено организованной группой, но личность второго снайпера осталась неустановленной, и кто конкретно стоял за убийством, выяснить не удалось. Комитет подробно рассматривал возможность организации убийства советскими спецслужбами, кубинским правительством, антикастровскими кубинскими организациями, организованной преступностью и спецслужбами США, но не нашёл убедительных аргументов в пользу какой-либо из этих версий.

### Хранение материалов расследований
Все материалы комиссии Уоррена в 1964 году были переданы в Национальное управление архивов и документации (Национальные архивы). Не опубликованные ранее документы, согласно правилам Управления, могли быть преданы гласности не ранее, чем через 75 лет (то есть в 2039 году), поскольку все они касались расследования, проводимого федеральными органами. В 1966 году был принят Акт о свободе информации, который устанавливал общие правила доступа к правительственным документам и случаи, когда доступ мог быть ограничен.
В 1992 году Конгресс США принял Акт о собрании материалов об убийстве президента Джона Фицджеральда Кеннеди (President John F. Kennedy Assassination Records Collection Act). Этот акт обязывал Национальные архивы собрать и опубликовать все материалы расследований. Допускалась отсрочка публикации сведений, которые могли нанести ущерб военной безопасности, деятельности спецслужб, правоохранительным органам или внешней политике, могли раскрыть личность тайного информатора или нарушить тайну частной жизни. Акт предусматривал создание Совета по пересмотру материалов убийства (Assassination Records Review Board), в обязанности которого входила публикация относящихся к убийству документов и анализ запросов государственных органов об отложении публикации документов. Когда поступал подобный запрос, Совет решал, попадает ли изложенная в документе информация под один из установленных Актом случаев. За время работы Совет опубликовал около 60 000 документов на более чем 4 000 000 страниц.
К 1992 году, ещё до создания Совета по пересмотру материалов убийства, 98 % документов комиссии Уоррена было рассекречено, и в архивах находилось только около 3000 страниц. В ходе работы Совета были опубликованы все материалы комиссии, за исключением тех, которые касались возврата налогов. Минимальные изъятия касались имён агентов и секретных методов спецслужб. Не были опубликованы фотографии и рентгеновские снимки, сделанные во время вскрытия тела Кеннеди, которые не входили в отчёт комиссии Уоррена. 24 июля 2017 года Национальный архив США начал публикацию документов, имеющих отношение к убийству Джона Кеннеди
24 июля 2017 года в открытый доступ выложили 3810 документов, 441 из которых ранее был полностью засекречен, а остальные публиковались в отредактированном виде. В числе опубликованных материалов — 17 аудиофайлов с записями допросов офицера КГБ Юрия Носенко, который бежал из Советского Союза в США в 1964 году. Носенко утверждал, что занимался делом Ли Харви Освальда, когда тот находился в СССР. Допросы Носенко прошли в январе, феврале и июле 1964 года. Документы опубликованы в соответствии с законом от 1992 года, который предписывает рассекретить все материалы об убийстве Джона Кеннеди в 25-летний срок.
Известно, что отдельные документы были уничтожены: например, досье на Освальда, составленное военной разведкой, было уничтожено в 1973 году.
15 декабря 2021 года Национальное управление архивов и документации США опубликовало новую подборку документов, касающихся расследования убийства Кеннеди. Подборка из 1491 документа ЦРУ, ФБР, Госдепартамента и других госструктур США стала крупнейшей с начала раскрытия информации. Среди них — сведения о контактах Ли Харви Освальда с посольствами СССР и Кубы в Мехико.

## Альтернативные версии
Доклад комиссии Уоррена, в котором единственным убийцей был назван Ли Харви Освальд, оставил много вопросов. За время, прошедшее с убийства, возникло большое количество конспирологических теорий, авторы которых предлагают реконструкцию событий, не совпадающую с результатами официального расследования. Среди возможных заказчиков, стоявших за убийством, назывались американские (ЦРУ, ФБР) и советские (КГБ) спецслужбы, вице-президент США Линдон Джонсон, кубинское правительство, финансируемые американским правительством формирования антикастровских кубинских эмигрантов и организованные преступные группировки.

### Количество стрелявших
Большинство конспирологических теорий включают утверждение о том, что в Кеннеди стрелял не только Освальд. Теория о втором стрелке тесно увязана с проблемой «волшебной пули»: если допустить, что одна и та же пуля не могла ранить Кеннеди, изменить траекторию и ранить Конналли, а Освальд, как установили эксперты, не имел времени, чтобы сделать более трёх выстрелов, то единственным возможным объяснением будет наличие как минимум ещё одного стрелка, которому и принадлежал недостающий выстрел. Другой аргумент состоит в том, что в теле Конналли якобы было обнаружено больше металлических частиц, чем могла оставить единственная пуля. Однако этот аргумент был опровергнут: в реальности все найденные частицы вполне могли принадлежать одной пуле.

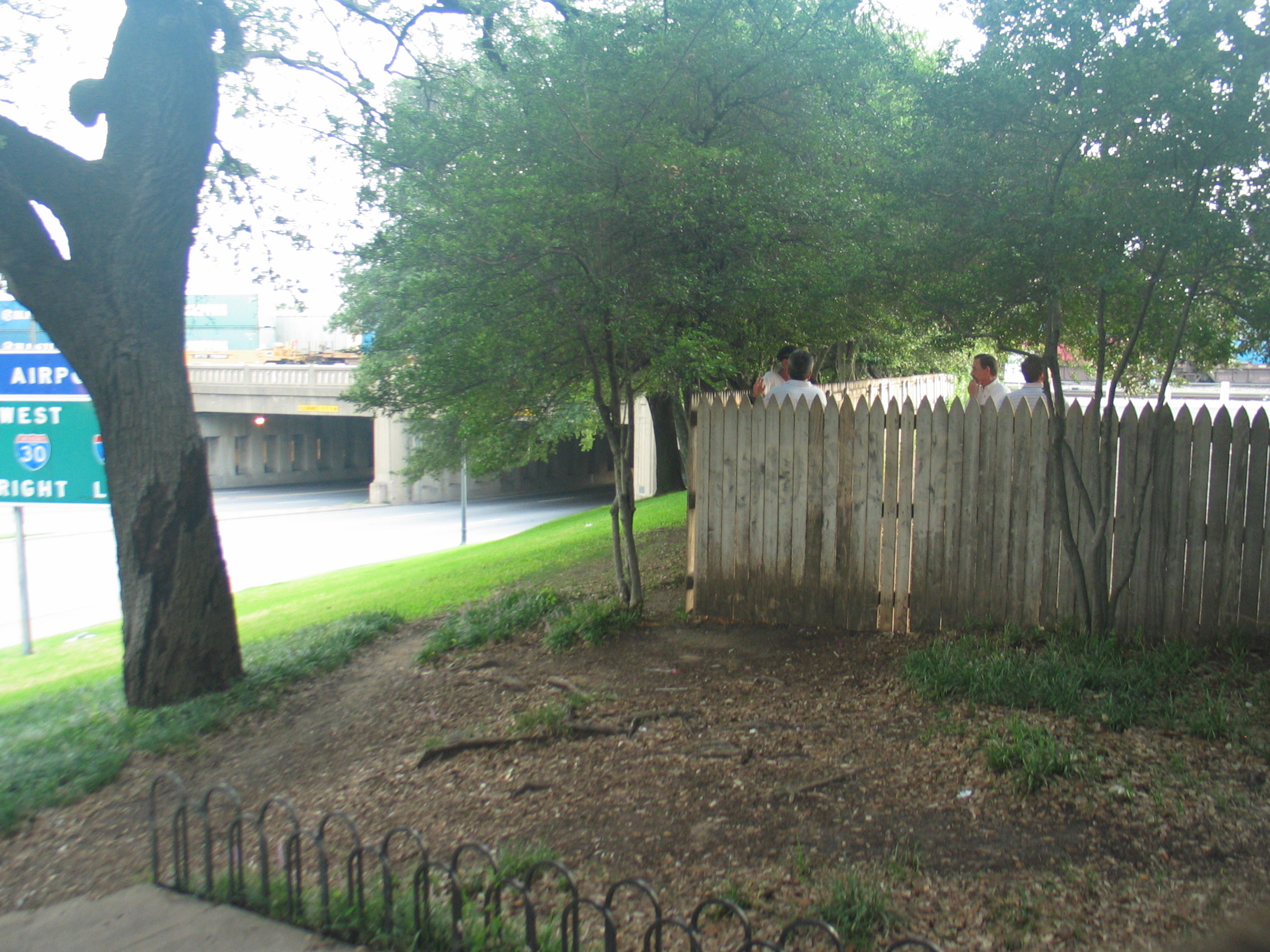
Изгородь на «травяном холме».

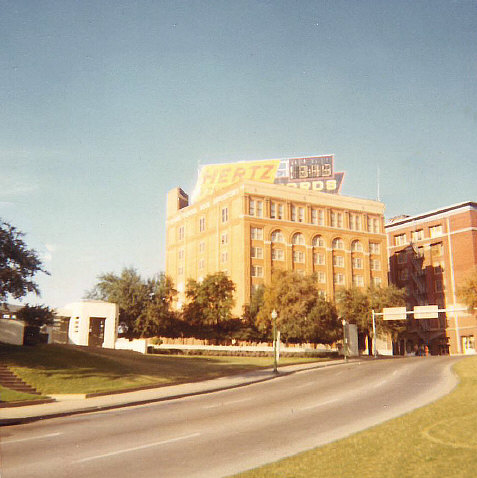
Вид на Элм-стрит со стороны виадука. В центре — книгохранилище, справа за ним — здание «Дал Текс билдинг», слева — холм с колоннадой.

Губернатор Техаса Джон Конналли говорил на допросе комиссии Уоррена, что он был ранен вторым выстрелом (первый выстрел — ранение Кеннеди в спину). Его жена Нелли в мемуарах From Love Field: Our Final Hours утверждала то же самое.
Ранение президента первым выстрелом было оценено врачами из Далласа (опытными специалистами, постоянно имеющими дело с огнестрельными ранениями), как ранение в горло с выходом в спине. Косвенно это подтверждается отсутствием частиц пули в горле и наличием их на одежде в районе спины. Кроме того, сложно объяснить раневой канал, где рана в спине находится ниже раны в горле, если выстрел производился сзади с большой высоты. На этом основании советский эмигрант, писатель Игорь Ефимов выдвинул теорию, что не только третий, но и первый выстрел был сделан спереди, а рана в горле была входной. Освальд же сделал только один выстрел из здания книгохранилища — тот, который ранил губернатора Конналли. Все ранения губернатора соответствуют выстрелу сверху-сзади.
Проверка этой теории осложняется тем, что ранение президента первой пулей не зафиксировано в фильме Запрудера и других видеоматериалах (машина президента находилась за дорожным знаком), а при попытке реанимации Кеннеди надрез для трахеотомии был сделан прямо по ране в горле, и раневой канал оказалось невозможно исследовать.
Официальный отчёт о вскрытии тела президента трактует первую рану, как результат выстрела сверху сзади, с входной раной в спине и выходной в горле. Более того, именно эта пуля считается той самой «волшебной пулей», которая нанесла ещё и все раны губернатору Конналли (хотя в фильме Запрудера ясно видно, что ещё более секунды после появления машины президента из-за дорожного знака губернатор не демонстрирует никаких признаков ранения).
Третий выстрел отбрасывает голову президента резко назад, что также может служить косвенным свидетельством, что пуля прилетела спереди.
Из записанных полицейских радиопереговоров известно, что шериф округа в первые минуты после выстрелов послал своих сотрудников на железнодорожный переезд и другие возвышения, которые в момент стрельбы находились перед президентским автомобилем. Обследование же здания книгохранилища, где на шестом этаже затем нашли винтовку Освальда, началось позже; спустя сорок минут после стрельбы здание даже ещё не было оцеплено.
Очевидцы, находившиеся на пути президентского кортежа в момент начала стрельбы, давали противоречивые показания о том, откуда вёлся огонь. Разные исследователи, по-разному оценивая показания очевидцев, насчитывают до пятидесяти человек, которые утверждали, что слышали выстрелы со стороны травяного холма. В докладе Комитета Палаты представителей США по убийствам приводятся следующие данные: 49 человек слышали выстрелы со стороны книгохранилища, 21 человек — со стороны травяного холма, 4 человека показали, что выстрелы были произведены из двух точек.
Ричард Спраг, сопоставив все доступные ему фото- и киноматериалы с места происшествия, обнаружил признаки шести выстрелов с трёх разных направлений: из-за изгороди на травяном холме за колоннадой (первый и шестой выстрел), со второго этажа здания «Дал Текс билдинг» (второй и четвёртый) и с шестого этажа здания книгохранилища, с западного его угла (третий и пятый). В Кеннеди попали четыре пули: первая (в горло, 189-й кадр фильма Запрудера), вторая (в спину, 226-й кадр), пятая и шестая (в голову почти одновременно, 312-й и 313-й кадры). Третий выстрел ранил Конналли (238-й кадр), четвёртый — промах (285-й кадр). У южного конца колоннады, по Спрагу, находился и четвёртый стрелок, не сделавший ни одного выстрела. В человеке в толпе, который странно манипулировал зонтиком (22 ноября стояла ясная сухая погода) Спраг предположил «дирижёра» операции. По оценке Спрага, число только непосредственных участников покушения могло доходить до 50 человек.
Утверждается, что на фото Мери Мурмен снят стрелок за изгородью на травяном холме («человек со значком»), притом в момент выстрела (видна вспышка дульного пламени). Высказывается даже предположение, что это не кто иной, как полицейский Типпит, которого позже застрелил Освальд. Впрочем, изображение в этом месте настолько нерезкое, что невозможно определить, виден там человек в полицейской форме или это просто игра световых пятен.

### Алиби Освальда
Согласно выводам Гаррисона и Спрага, ни один из выстрелов, сколько бы их ни было, не был произведен с предполагаемой позиции Освальда на восточном углу книгохранилища.
Существует версия, что Освальд запечатлён на уже упоминавшейся выше фотографии Altgens 6, сделанной во время обстрела. Он стоит под аркой ворот книгохранилища, у левой её колонны. Официально считается, что человек под аркой на снимке — работник книгохранилища Билли Лавледи (Billy Nolan Lovelady), несколько похожий на Освальда лицом. Достоверно известно, что Лавледи действительно был в тот момент у въезда в книгохранилище. По мнению некоторых независимых исследователей, тот, кого принимают на снимке Altgens 6 за Лавледи, на самом деле Освальд. Аргументируется это тем, что человек на снимке одет в тёмную рубашку с белой майкой под ней (так был одет Освальд), а на Лавледи в тот день была рубашка в крупную вертикальную красно-белую полоску, и даже на чёрно-белом снимке эти полоски были бы различимы. Таким образом, Освальд никак не мог стрелять из окна шестого этажа Комитет Палаты представителей США по убийствам в своём докладе заключил, что «весьма мала вероятность, что человек в воротах является Освальдом, и весьма вероятно, что он является Лавледи» («it was highly improbable that the man in the doorway was Oswald and highly probable that he was Lovelady»).

### Гипотезы об организаторах убийства

#### Гипотезы о причастности ЦРУ и кубинских эмигрантов
В начале 1960-х ЦРУ неоднократно проводило операции по устранению политических деятелей за рубежом. Среди проведённых в 1960—1963 годах покушений и переворотов, причастность к которым ЦРУ была доказана, были свержение и убийство премьер-министра ДР Конго Патриса Лумумбы и несколько попыток свергнуть Фиделя Кастро. В 1961 году состоялась организованная ЦРУ провальная операция в Заливе Свиней. В ходе операции был высажен десант из прошедших подготовку в центрах ЦРУ кубинских эмигрантов. Из-за недостаточной подготовки десанта кубинские правительственные войска за несколько дней разгромили формирования эмигрантов.
В расследовании Комитета Палаты представителей США по убийствам большое внимание было уделено тому, что с декабря 1960 года в ЦРУ было заведено досье на Освальда. Однако, согласно докладу, не было никаких свидетельств в пользу того, что Освальд имел с ЦРУ какие-то связи.
Месть за неудачу в Заливе Свиней могла стать мотивом убийства и для связанных с ЦРУ кубинских эмигрантов, которые рассчитывали свергнуть режим Кастро. Известно, что на момент покушения президент был крайне непопулярен среди них.
В 1960-х советские спецслужбы распространяли слухи о связи американских спецслужб с убийством президента США Джона Кеннеди. Советская разведка финансировала Марка Лейна, который написал об этом несколько популярных книг. Разведка фабриковала документы и письма, связывающие Ли Харви Освальда с ЦРУ и ФБР.

#### Признание Ханта
В 2007 году вышла автобиография умершего в январе того же года агента ЦРУ, одного из организаторов операции PBSUCCESS в Гватемале и фигуранта Уотергейтского скандала Говарда Ханта. Хант утверждал, что заказчиком убийства был Линдон Джонсон, а непосредственно операцию организовали агенты ЦРУ. Позже сын Ханта рассказал журналу Rolling Stone о признании, которое Хант сделал перед смертью: Хант заявил, что за убийством стояли Джонсон, руководитель операций ЦРУ на Кубе Дэвид Этли Филипс, агенты ЦРУ Корд Мейер, Уильям Харви и Давид Санчес Моралес, будущий соучастник Ханта по Уотергейтскому скандалу Фрэнк Стурджис и некий «французский стрелок на травяном холме» (считается, что имелся в виду уроженец Корсики, наёмный убийца и наркоторговец Люсьен Сарти). По словам Ханта, он сам не участвовал в операции.
Имя Ханта всплывало в связи с убийством Кеннеди ещё раньше в связи с тремя таинственными бездомными, которых видели на Дили Плаза во время убийства и которые были задержаны и вскоре отпущены полицией. Многие теории заговора включают предположение, что они были сообщниками убийц, а их арест и исчезновение — частью плана по сокрытию следов. Сохранилось несколько фотографий этих бездомных, и двух из них часто идентифицировали как Ханта и Стурджиса (кроме них, существовало ещё несколько кандидатов на роль бездомных, но Хант и Стурджис упоминались в большинстве теорий). Подробный антропологический анализ фигур бездомных на фотографиях, проведённый Комитетом Палаты представителей США по убийствам, показал, что ни Хант, ни Стурджис не были кем-либо из них. В 1989 году были опубликованы архивные материалы полиции Далласа. Среди них были обнаружены записи с именами и личными данными задержанных 22 ноября бездомных. Двое из них ещё были живы на момент публикации и смогли подтвердить, что именно они были на Дили Плаза в день убийства.

#### Гипотезы о причастности организованной преступности
Ещё одним возможным организатором убийства считается мафия (по некоторым версиям, в сотрудничестве с ЦРУ). Мотивом могла быть месть за преследование мафиозных группировок, которое усилилось в период президентства Кеннеди: за это время количество обвинительных приговоров для членов мафиозных группировок выросло на 800 %. Важную роль в этом сыграл брат президента Роберт Кеннеди, занимавший в администрации пост генерального прокурора (Роберт был убит в 1968 году).
В начале 1960-х между руководством ЦРУ и мафией существовали контакты: рассекреченные позднее документы свидетельствуют, что ЦРУ и мафия вместе работали над операцией по устранению Фиделя Кастро. По некоторым данным, мафия была связана и с кланом Кеннеди. Ходили слухи, что мафия профинансировала победу Кеннеди на праймериз в Западной Виргинии во время предыдущей предвыборной кампании, знаменитый певец Фрэнк Синатра подозревался в том, что играл роль «связного» между мафией и главой семьи Кеннеди Джозефом.
В распоряжении комитета Палаты представителей США по убийствам были сделанные ФБР записи совещаний лидеров преступных группировок, на которых они обсуждали вопросы общенационального значения. На этих совещаниях периодически поднимался вопрос о ликвидации Джона и/или Роберта Кеннеди, но до разработки конкретного плана дело ни разу не доходило. Однако комитет счёл вполне вероятным, что кто-то из криминальных авторитетов мог самостоятельно организовать убийство. Как отмечено в докладе комитета, тесные связи с преступностью имел Джек Руби.
Среди возможных организаторов убийства назывались имена профсоюзного босса Джимми Хоффы, имевшего обширные связи с преступностью, мафиозных боссов Карлоса Марчелло, Сэма Джанканы и Санто Трафиканте.
В 1990 году в книге бывшего сотрудника «Моссада» Виктора Островского «Путём обмана» была выдвинута иная теория покушения. Согласно теории, мафия пыталась войти в нефтяной бизнес и наняла киллеров, чтобы избавиться от мешавшего им губернатора Техаса Джона Конналли. Снайперы зацелили Конналли, однако в какой-то момент то ли Кеннеди сделал в неподходящий момент какой-то жест или движение, то ли стрелок попросту промедлил — но роковой выстрел пришёлся в Кеннеди. Выводы комиссии Уоррена по расследованию «Моссад» считал полностью сфальсифицированными и противоречащими логике.
В 1994 году в убийстве Кеннеди признался Джеймс Файлз, который с 1991 года отбывает срок в тюрьме за убийство полицейского. Он заявил, что получил приказ от Чарльза Николетти, одного из подчинённых Сэма Джанканы.

## Рассекречивание данных
В 2024 году в ходе предвыборной кампании Дональд Трамп обещал рассекретить данные об убийстве Джона Кеннеди в случае своей победы на выборах.
23 января 2025 года, через три дня после инаугурации, Дональд Трамп поручил рассекретить документы об убийстве Джона Кеннеди, а также об убийствах Роберта Кеннеди и Мартина Лютера Кинга. В течение 15 дней должен быть подготовлен план полного обнародования документов, относящихся к убийству Джона Кеннеди, и в течение 45 дней — к убийствам Роберта Кеннеди и Мартина Лютера Кинга.
11 февраля 2025 года разведка США представила Трампу план полного рассекречивания документов об убийстве Кеннеди. Во время проверки, начатой после указа Трампа о рассекречивании документов, ФБР обнаружило 2400 ранее утерянных документов, которые теперь доступны для исследования. Эти записи были тщательно оцифрованы и переданы в Национальное управление архивов и документации.

## Убийство Джона Кеннеди в культуре
Убийство Кеннеди как событие, имевшее историческое значение и при этом оставившее много загадок, часто фигурировало в литературе, кино и музыке. Некоторые произведения были полностью посвящены убийству и связанным с ним событиям, в других оно упоминалось вскользь, иногда события, явно напоминающие обстоятельства убийства, происходили в вымышленной реальности с вымышленными персонажами.

### Фильмы
- Венгерский художественный телефильм «Рыцари „Золотой перчатки“» (Az aranykesztyű lovagjai, 1968)[109] повествует о расследовании Гаррисона.
- В советском телефильме «Вашингтонский корреспондент» (1972) убийство Дж. Кеннеди показано с точки зрения советского журналиста, работающего в США.
- В 1970-х годах выходили фильмы «Привести в исполнение» (Executive Action (1973)), в котором убийство показано от лица заговорщиков, и «Заговор „Параллакс“» (1974) об убийстве сенатора, детали которого отдалённо напоминают убийство Кеннеди.
- «Зима — сезон убийств» (Winter Kills (1979) — по одноимённой книге 1974 года Ричарда Кондона («Маньчжурский кандидат»), в сюжете которой явные аллюзии с событиями в Далласе 1963-го, когда был убит Джон Кеннеди.
- Французский фильм «И… как Икар» (1979) рассказывает об убийстве президента вымышленной страны и расследовании специально созванной комиссии, один из членов которой не соглашается с официальными выводами и проводит собственное расследование.
- В фильме «Вспышка» (1984) два сотрудника пограничной службы находят в пустыне на границе США с Мексикой засыпанную песком машину, а в ней скелет, снайперскую винтовку и огромную сумму денег; они выясняют, что обнаружили тело настоящего убийцы президента Кеннеди, после чего за ними начинают охоту спецслужбы.
- Широкую известность получил фильм «Джон Ф. Кеннеди. Выстрелы в Далласе» Оливера Стоуна (1991 год), поставленный по книге Гаррисона. В фильме представлена версия событий Гаррисона: Кеннеди был убит в результате заговора, в который так или иначе были вовлечены спецслужбы и вице-президент Джонсон; во время расследования на Гаррисона и его свидетелей оказывалось давление; Шоу был оправдан, несмотря на доказательства его вины. Фильм, в котором главные роли исполнили звёзды Голливуда, собрал более 200 млн долларов по всему миру и вызвал всплеск популярности конспирологических теорий убийства. Резонанс от фильма сыграл свою роль в принятии Конгрессом Акта о собрании материалов об убийстве президента Джона Фицджеральда Кеннеди, в соответствии с которым были опубликованы тысячи документов, касавшихся расследования убийства президента[110].
- «Руби» (1992) — художественный фильм о Джеке Руби, убийце Ли Харви Освальда.
- В фильме «На линии огня» (1993) главный герой в исполнении Клинта Иствуда — бывший телохранитель Кеннеди, не сумевший предотвратить убийство.
- В фильме «Скала» (1996) герой Николаса Кейджа в конце фильма находит микрофильмы, спрятанные в заброшенной церкви, после просмотра которых говорит, что знает, кто убил Кеннеди.
- В фильме Мела Гибсона «Человек без лица» (1993) некоторые местные жители городка уверены, что Маклауд — выживший Кеннеди.
- В фильме Timequest (2000) путешественник во времени отправляется в прошлое в Форт-Уэрт, Техас, 22 ноября 1963 года и предотвращает убийство Дж. Кеннеди, таким образом изменяя курс истории: прекращается гонка вооружений, американцы и русские вместе высаживаются на Луну, Роберт Кеннеди после Джона становится президентом США и т. д.
- В фильме «Хранители» (2009) убийцей был Комедиант, супергерой, который по сюжету работал на спецслужбы США.
- В фильме «Солт» (2010) Кеннеди пал жертвой заговора спецслужб СССР от руки двойника Ли Харви Освальда, советского секретного агента.
- Главный герой фильма «Боже, благослови Америку» (2011) во сне видит себя и свою соучастницу Рокси в образе едущих в лимузине Джона и Жаклин Кеннеди.
- О событиях, произошедших после выстрелов в Кеннеди, попытке спасти его на операционном столе госпиталя «Парклэнд» и аресте Освальда снят кинофильм «Парклэнд» (2013).
- В фильме «Люди Икс: Дни минувшего будущего» (2014) Эрик Леншерр, он же Магнето, говорит, что пытался отклонить пулю, чтобы спасти президента, так как Кеннеди был мутантом.
- Убийство Джона Кеннеди от лица Жаклин Кеннеди показано в фильме «Джеки» (2016).

### Сериалы
- В сериале «Секретные материалы» в эпизоде «Мечты Курильщика» выясняется, что Кеннеди застрелил Курильщик — один из постоянных персонажей сериала, работающий в секретных службах.
- В нескольких эпизодах телесериала «Квантовый скачок» главный герой перемещался во времени в день убийства Кеннеди, сначала в тело Ли Харви Освальда, потом в одного из телохранителей президента.
- Сюжет 7-й серии мини-сериала «Клан Кеннеди» (2011) вращается вокруг убийства Джона Кеннеди.
- В эпизоде 5х12 («Доказательство в пудинге») американского телесериала «Кости» команда антропологов изолирована группой правительственных агентов, которые требуют установить причину смерти неопознанного трупа. По ранению черепа учёные устанавливают, что останки принадлежат Джону Кеннеди. Они реконструируют его убийство и приходят к выводу, что стрелявших было двое.
- В конце 8-й серии 2-го сезона сериала «Корона» от Netflix показана реакция британской королевской семьи на убийство Джона Кеннеди.

### Книги
- В 1975 году английский писатель Норман Льюис опубликовал роман «Сицилийский специалист» о заговоре итальянской, американской мафии и ЦРУ с целью убийства президента США Джона Кеннеди и других аналогичных политических убийствах 40-х — 50-х годов XX века[111].
- В романе Стивена Кинга «Извлечение троих» (1986) (из цикла «Тёмная башня») убийство Кеннеди описывается так: «Погиб последний стрелок этого мира».
- Попытке предотвратить убийство Джона Кеннеди посвящён фантастический роман Стивена Кинга «11/22/63» (2011). В 2016 году на его основе вышел мини-сериал 11.22.63, главную роль которого сыграл Джеймс Франко, в роли Кеннеди выступил Кристофер Фиппс.

#### Комиксы
- В комиксах «Академия Амбрелла: Даллас» и втором сезоне одноимённого сериала события разворачиваются вокруг убийства Кеннеди. В одном из вариантов таймлайна убийство Кеннеди не состоялось, но возник ядерный апокалипсис из-за войны между США и СССР[112][113].

#### Манга
- Заговор и убийство Джона Кеннеди являются центральным эпизодом одной из сюжетных арок манги Billy Bat, персонажами которой являются Ли Харви Освальд и его жена, Марина.

### Игры
- В Call of Duty: Black Ops Кеннеди был убит Алексом Мэйсоном, главным героем игры. Об этом говорится в концовке.
- В Mafia III Кеннеди был убит мафиозной семьёй Маркано. Об этом говорится в концовке.
- В Alekhine’s Gun большую часть игры проходит операция по предотвращению убийства Кеннеди.
- Игра JFK Reloaded[англ.] (2004) британской фирмы Traffic (Глазго) является «симулятором» убийства Кеннеди. За основу взята версия комиссии Уоррена и, чтобы получить максимум очков, необходимо, управляя 3D моделью Освальда, воссоздать три его выстрела, в точности повторив изложенную комиссией последовательность фактов.

### Музыка
- Знаменитая песня фолк-рокового дуэта Simon and Garfunkel «The Sound of Silence» была написана под впечатлением от преступления: песня символизирует скорбь о безразличии, охватившем людей[114]. В альбоме Лу Рида The Blue Mask есть песня под названием «The Day John Kennedy Died», а в песне The Rolling Stones «Sympathy for the Devil» есть строки I shouted out/Who killed the Kennedys?/When after all/It was you and me («Я выкрикнул: „Кто убил Кеннеди?“ А оказывается, это сделали мы с вами»). Убийство Джона Кеннеди фигурировало в видеоклипах Ministry («Reload») и Marilyn Manson («Coma White»; в нём Мэрилин Мэнсон и его тогдашняя партнёрша Роуз Макгоуэн исполнили роль супругов Кеннеди), также Мэнсон посвятил альбом Holy Wood Джону Кеннеди, в песне «Civil War» группы Guns N’ Roses, а также на обложке мини-альбома Bullet и в тексте одноимённой песни группы The Misfits. Основанная в 1978 году панк-группа Dead Kennedys взяла название в честь Джона и Роберта Кеннеди. Также известна песня группы Saxon «Dallas 1pm».
- В клипе «National Anthem» певица Лана Дель Рей играет Жаклин Кеннеди, а ASAP Rocky — президента Кеннеди.